# Lamentación sobre Cristo muerto

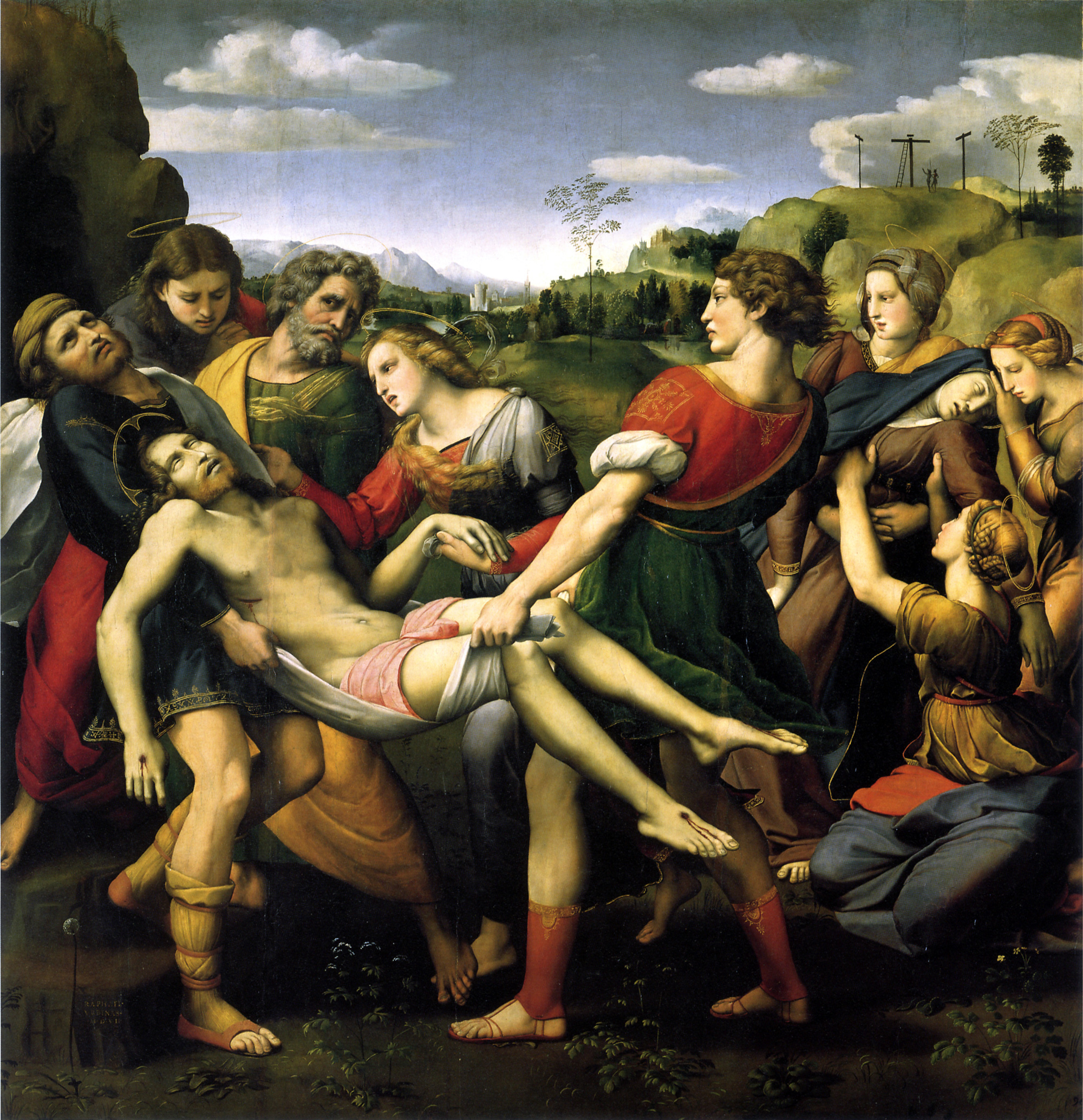
Deposizione Borghese, de Rafael, 1507; un transporto.

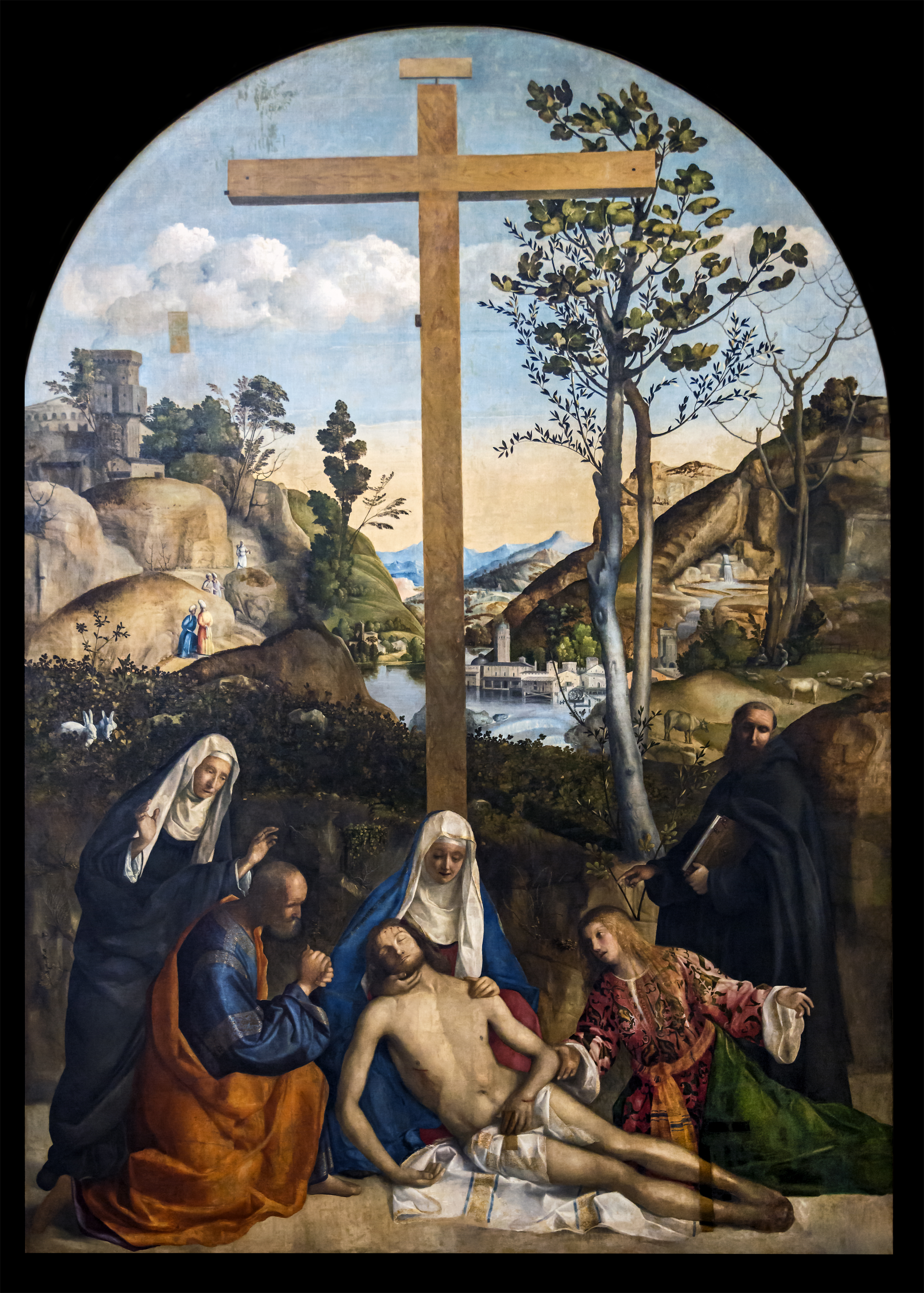
Lamentación sobre Cristo muerto, de Giovanni Bellini, 1515-1520; centrado en el tema de la Pietà.

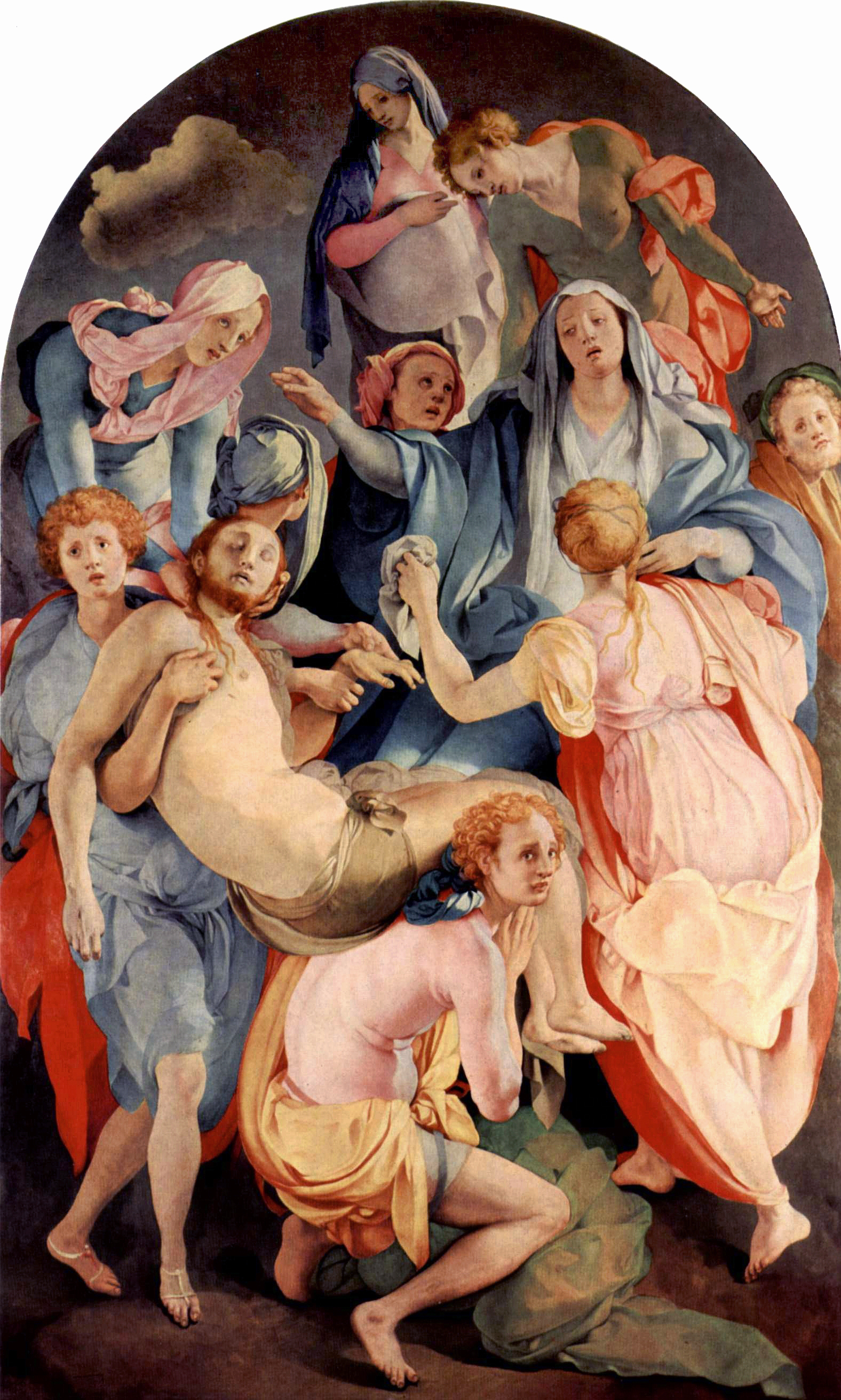
La Deposizione o Trasporto di Cristo, Pontormo, 1525-1528, Iglesia de Santa Felicita, Florencia.

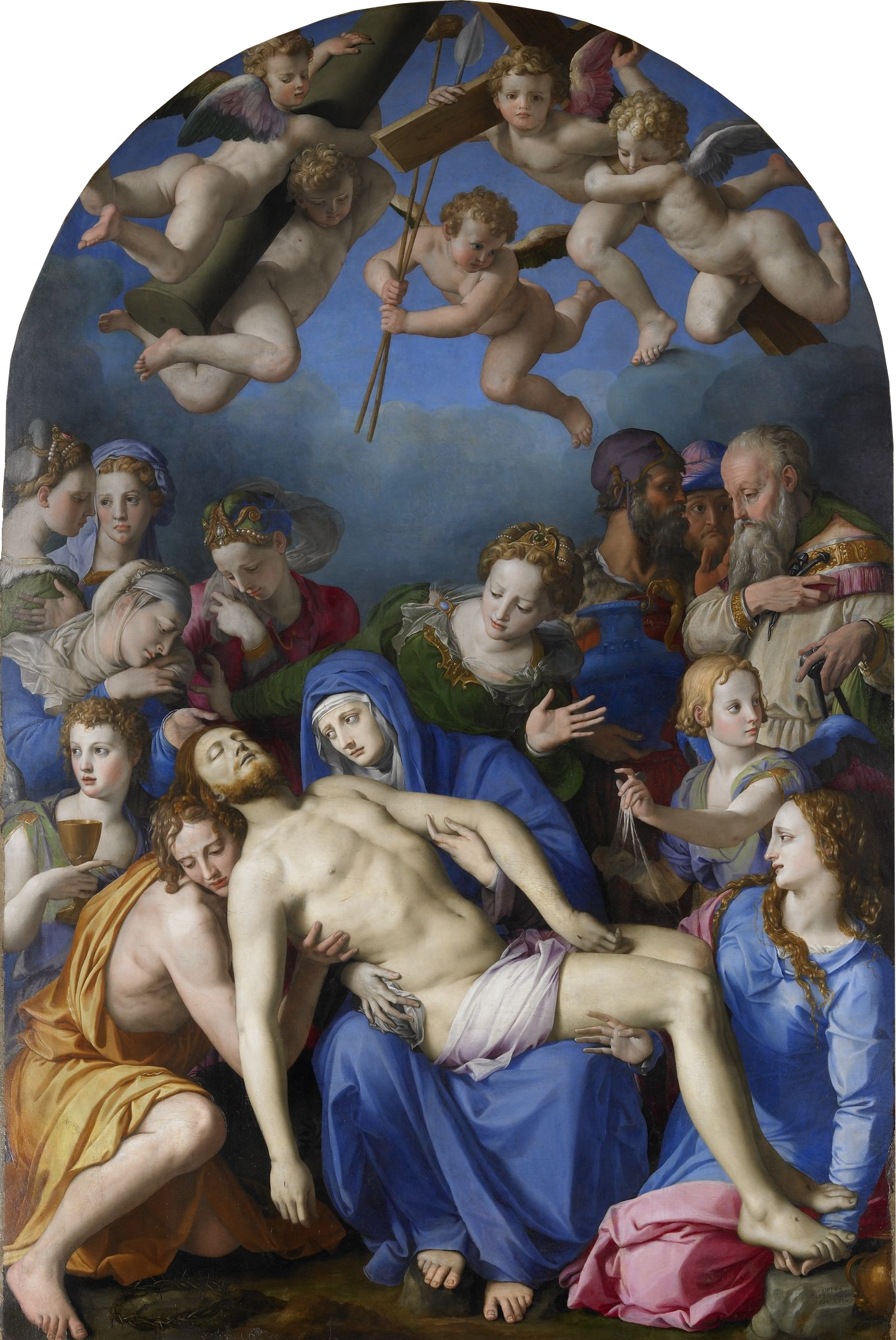
Lamentación sobre Cristo muerto, de Bronzino, 1540 - 1545, Museo de Bellas Artes y Arqueología de Besançon.

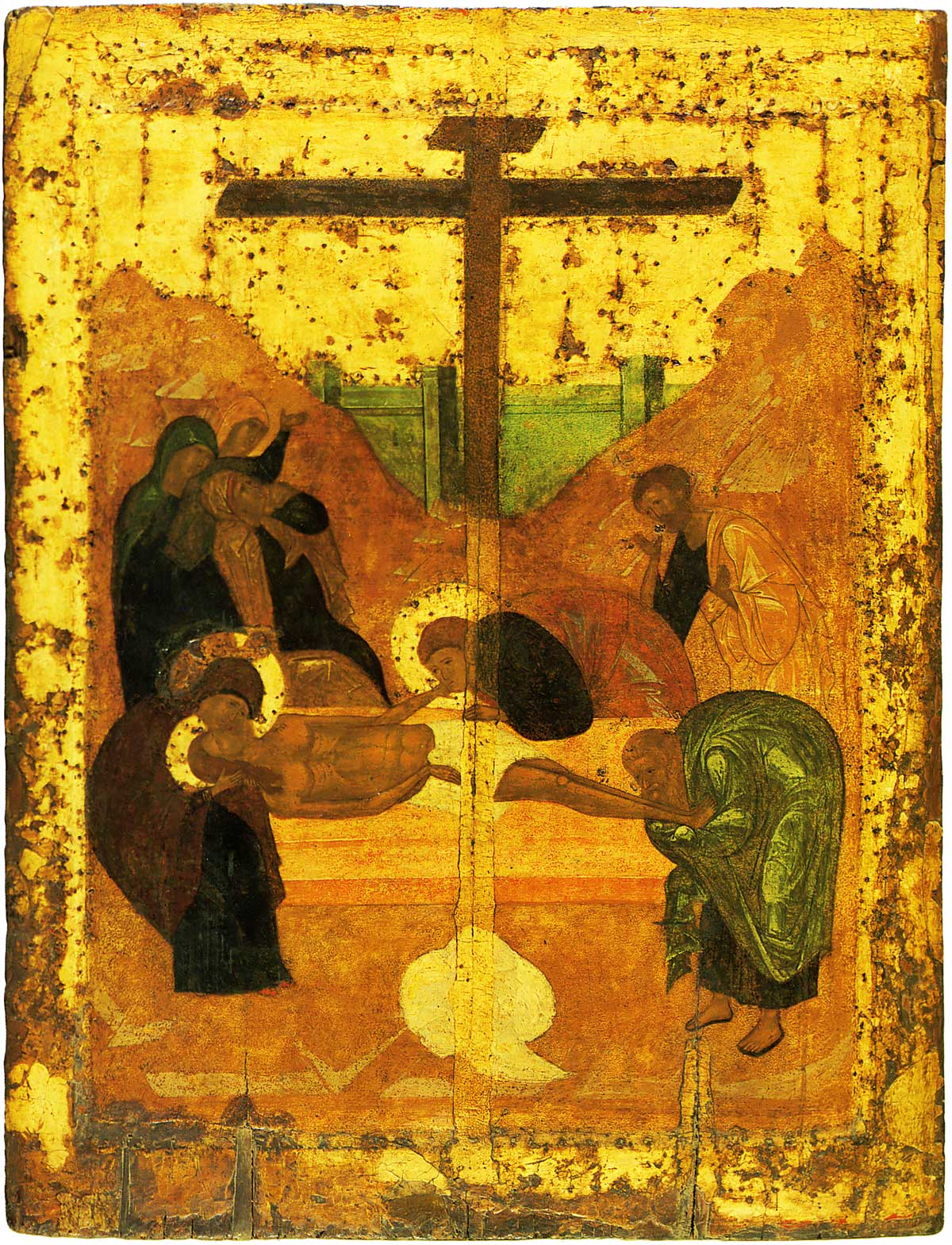
Un icono ruso del mismo tema, del taller de Andrei Rubliev, 1425-1427.

Lamentación sobre Cristo muerto, Llanto sobre Cristo muerto o Llanto y sepultura de Cristo (en idioma italiano, muy utilizado por toda la bibliografía, Compianto sul Cristo morto o Compianto e sepoltura di Cristo, en francés, Déploration du Christ) son denominaciones que la historiografía del arte suele dar a una escena evangélica, con la que culmina el ciclo de la Pasión de Cristo, que dio lugar a un tema artístico muy utilizado en el arte cristiano, sobre todo en pintura religiosa y en imaginería.
Temas similares muy tratados en el arte religioso son el Descendimiento (momento en el que se descuelga el cuerpo de Cristo desde la Cruz -véase El descendimiento de Jesús en el Arte-), La Piedad (Pietà en italiano, escena en que la Virgen sostiene el cuerpo de Cristo), el Cristo muerto sostenido por ángeles o el Varón de Dolores (en el que, a diferencia de los demás, Cristo aparece vivo). Desde el Renacimiento es habitual combinar en la misma escena los episodios que siguen al Descendimiento.
El que presenta más similitud, únicamente diferenciable si se refleja el momento exacto de depositar el cuerpo de Cristo en su sepulcro (a veces se utiliza el ambiguo término "Deposición" -Deposizione en italiano-), es el Entierro de Cristo o Santo Entierro (Mise au Tombeau -literalmente "Puesta en la Tumba"- en el arte francés). También está estrechamente relacionado el tema del Traslado de Cristo (Transporto en italiano). Tanto en un Traslado como en un Santo Entierro, o en una Lamentación o Llanto sobre Cristo muerto, suelen aparecer personajes femeninos llorando (plañideras), que pueden interpretarse como representación de las tres Marías o Santas Mujeres (vinculadas iconográficamente a los tarros con perfumes para la preparación del cadáver). Otros personajes que suelen aparecer en estas escenas son Nicodemo, José de Arimatea y el apóstol Juan. Escenas posteriores en el relato de los Evangelios son la Resurrección, la Cena de Emaús y el Noli me tangere. Escenas anteriores son las relativas a la Crucifixión. Cuando el tema exclusivo de la representación se reduce al cadáver de Cristo, se suele denominar Cristo muerto. Con el nombre de Deposición se titulan a veces de forma indistinta obras que tienen como tema el Descendimiento de la Cruz y obras que tienen como tema el Entierro de Cristo.
La antropología cultural ha profundizado en la función del duelo vivido intensamente a través de las representaciones cultuales, rituales y artísticas de la muerte, el tratamiento del cadáver y el entierro de Cristo como sistemas simbólicos.

## Estación del Viacrucis
La estación 14 del Viacrucis es "Jesús es sepultado".

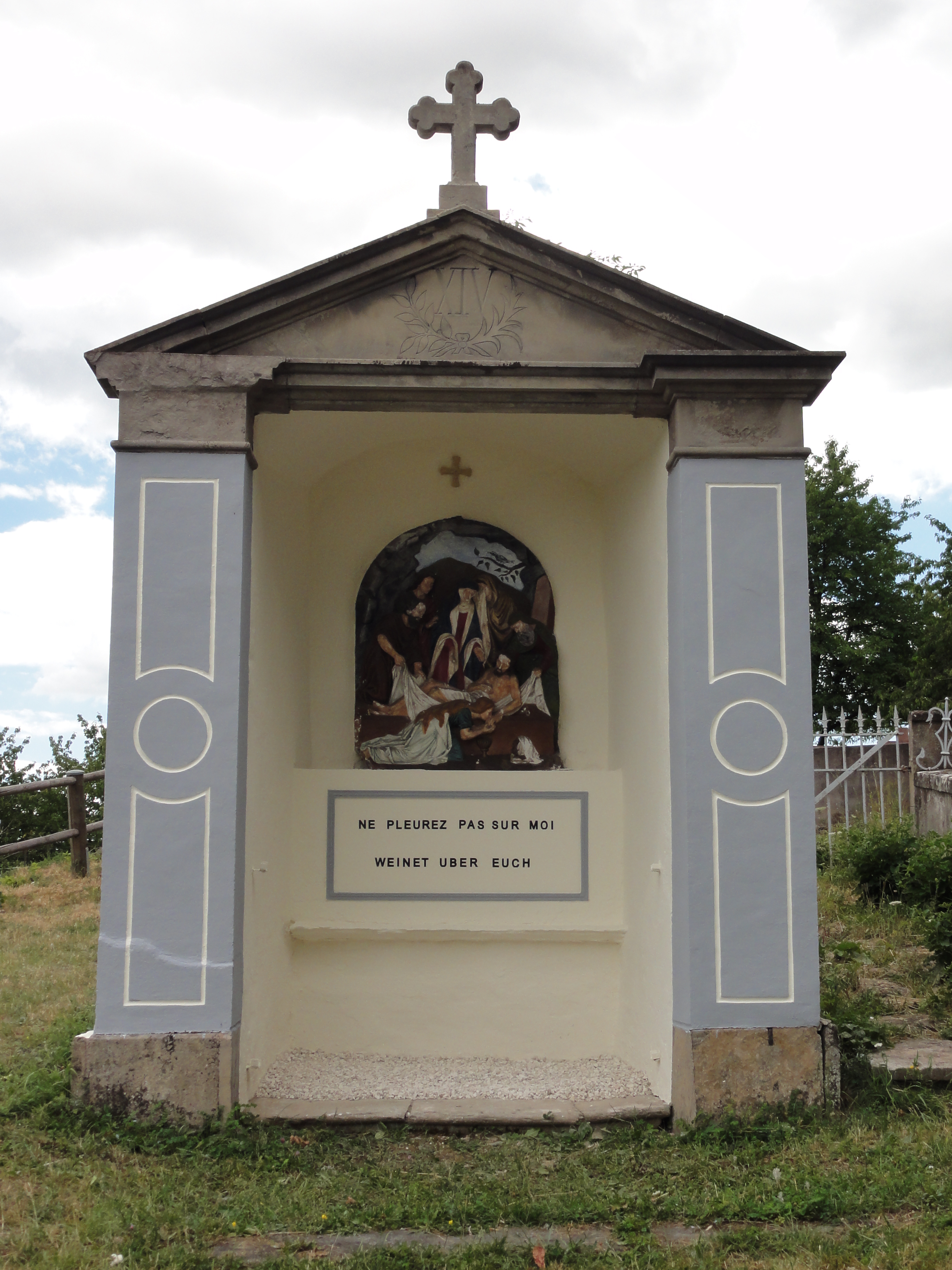
Bischoffsheim.
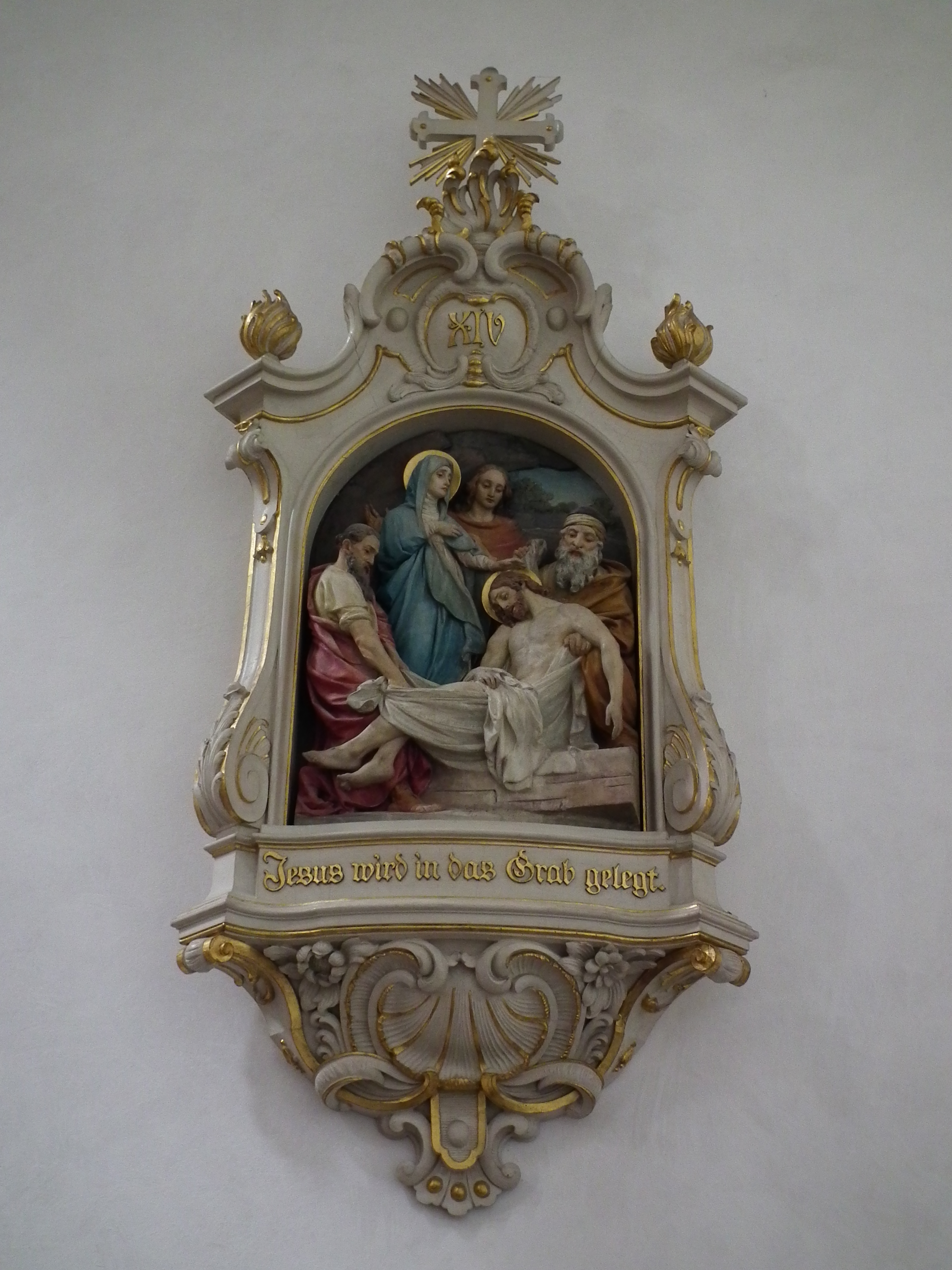
Fulda.
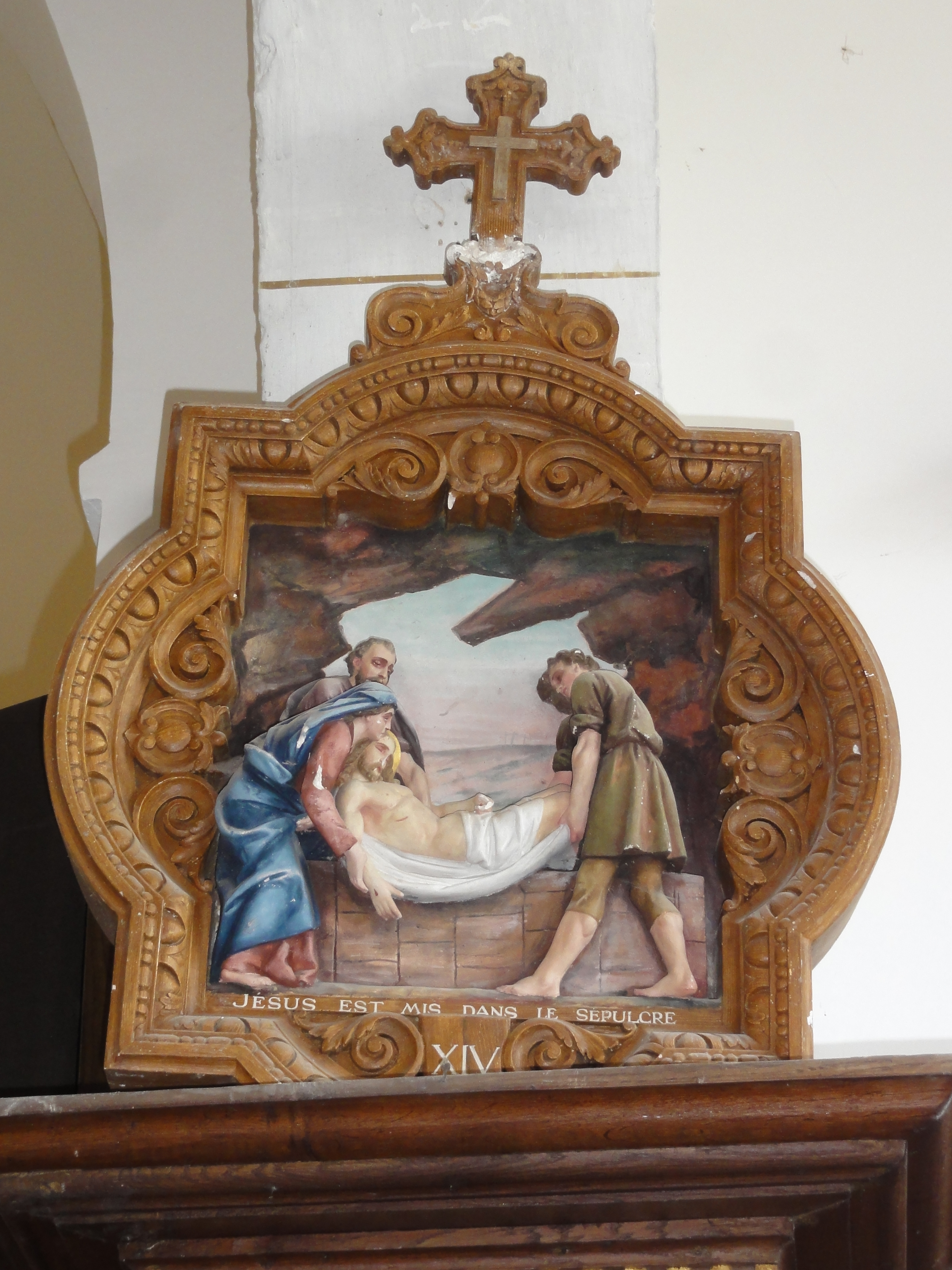
Coingt.
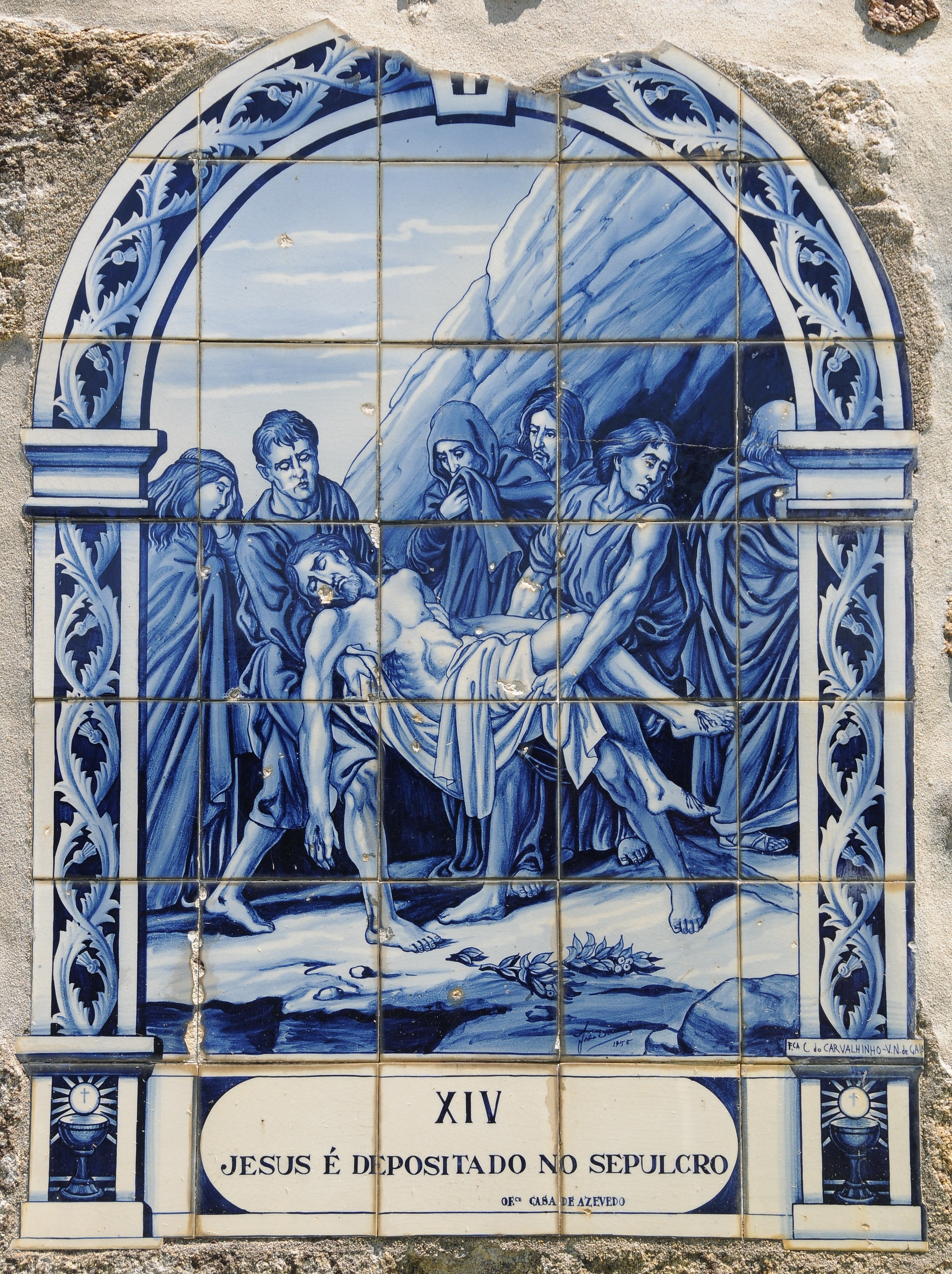
Barcelos.
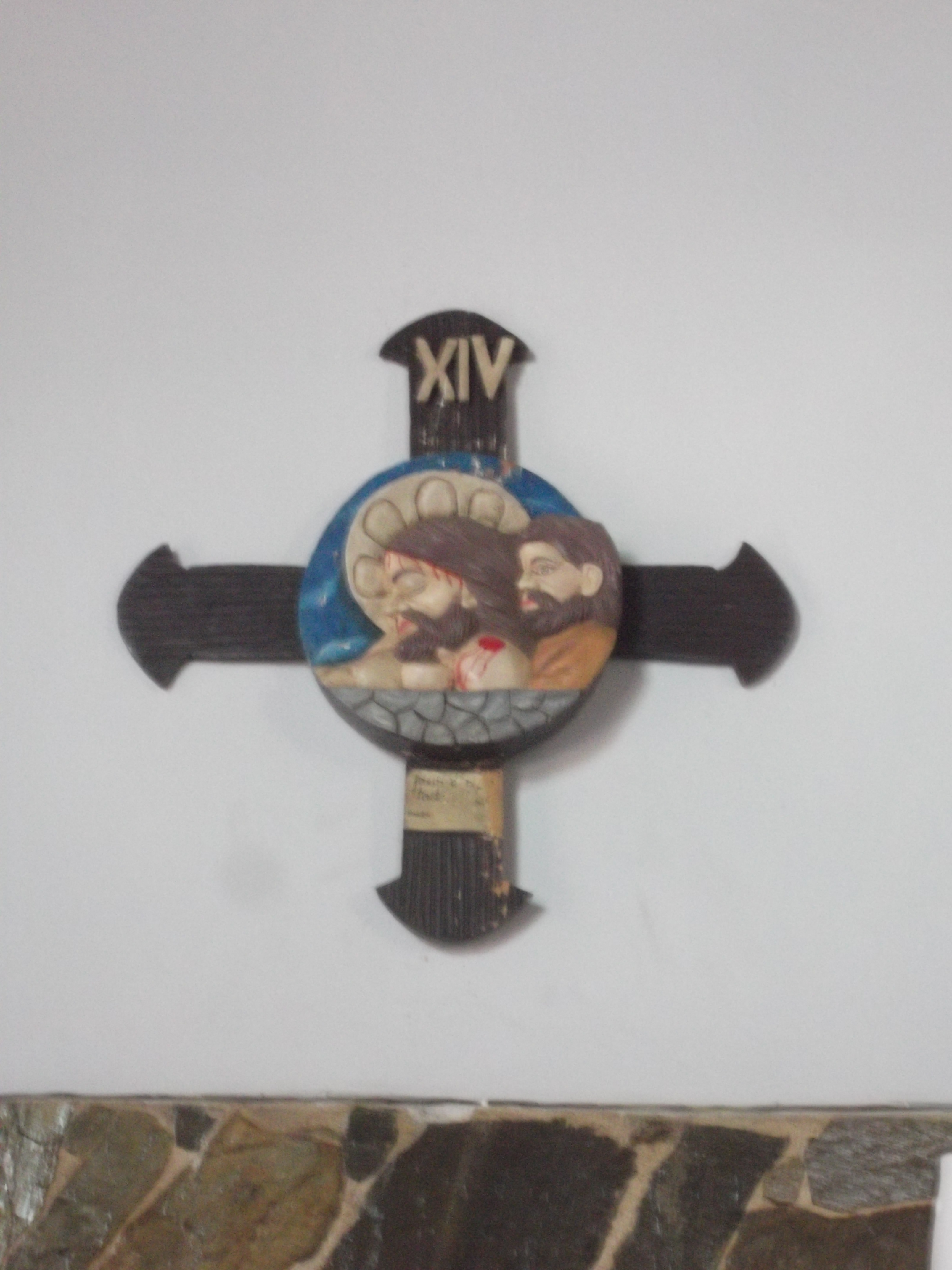
Canindé.
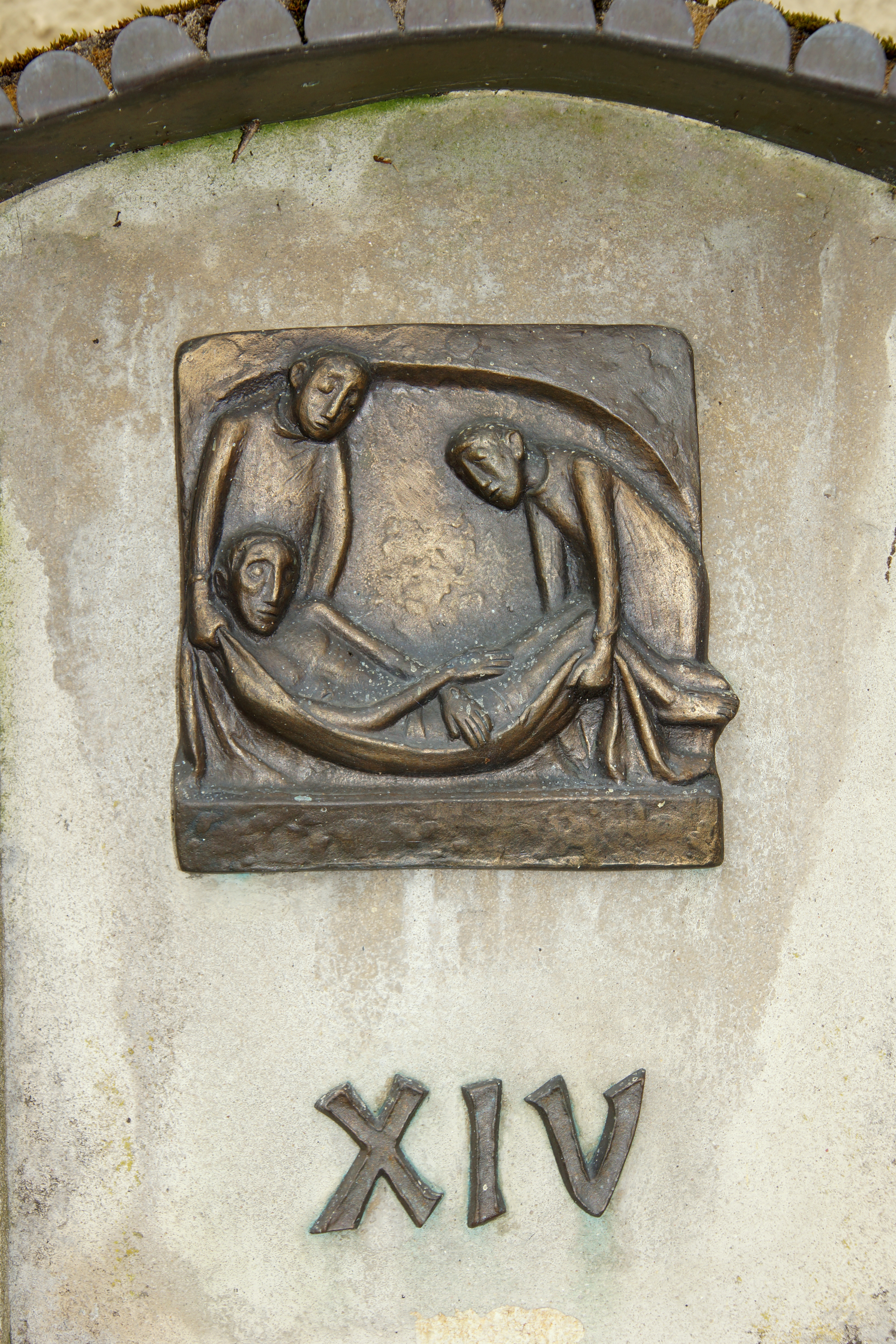
Rohrbach.

## Pinturas
- Lamentación sobre Cristo muerto, del Maestro de Nerezi, 1164, fresco del monasterio de Nerezi (Macedonia). Su estilo, bizantino, se relaciona con una escena semejante en el Crucifijo de San Gimignano.[5]
- Lamentación sobre Cristo muerto, de Giotto (1305-1306), fresco de la capilla de los Scrovegni de Padua.
- Entierro de Cristo del iconostasio principal de la Laura de la Trinidad y San Sergio de Sergiev Posad, del taller de Andrei Rubliev, ca. 1425-1427.
- Llanto y sepultura de Cristo, de Fra Angelico (1438-1443), en la Alte Pinakothek de Múnich. Hay al menos dos versiones más: un fresco en la celda 2 de San Marco de Florencia[6] y una tabla en la National Gallery.[7]
- Entierro de Cristo, de Dirk Bouts (1440-1455), en la National Gallery de Londres.[8]
- Llanto y sepultura de Cristo, de Roger van der Weyden (1450), óleo en la Galleria degli Uffizi de Florencia.[9]
- La Lamentación, de Petrus Christus (1460), en los Museos Reales de Bellas Artes de Bélgica.
- Lamentación sobre Cristo muerto, de Sandro Boticelli; dos versiones (1490-1492, de la Alte Pinakothek de Múnich; y 1492-1495, del Museo Poldi-Perozzi de Milán). Véanse Piedad con san Jerónimo, san Pablo y san Pedro y Piedad (Botticelli, Milán).
- Lamentación sobre Cristo muerto, de Andrea Mantegna (h. 1480-1490), en la Pinacoteca de Brera de Milán.
- Lamentación sobre Cristo muerto, de Perugino (1495).[10]
- Lamentación sobre Cristo muerto, de Luca Signorelli (1499-1502), fresco de la capilla de San Brizio[11] de la catedral de Orvieto.[12]
- Lamentación sobre Cristo muerto, de Alberto Durero (1500), óleo sobre tabla de 151 x 121 cm; Alte Pinakothek de Múnich.[13]
- Lamentación sobre Cristo muerto, de Juan de Flandes (h. 1500), en el Museo Thyssen de Madrid.[14]
- Santo Entierro, de Miguel Ángel (1500-1501), en la National Gallery de Londres.
- Deposición Borghese, de Rafael Sanzio (1507), óleo sobre tabla de 184 x 176 cm, en la Galería Borghese de Roma.[15]
- Predela del Altar de Isenheim, de Grünewald, 1512-1526.
- Lamentación sobre Cristo muerto, de Giovanni Bellini (1515-1520), óleo sobre tela 444x312 cm, en la Galería de la Academia de Venecia.
- Traslado de Cristo, de Guillaume de Marcillat, 1526, vitral en la capilla Caponi de la iglesia de Santa Felicita de Florencia.
- Traslado de Cristo, de Giovanni di Pietro lo Spagna (1518-1520), fresco en la Madonna delle Llacrime de Trevi.
- Deposición de Cristo, de Tiziano (1520), óleo sobre tela 148 cm × 212 cm, en el Museo del Louvre de París.[16]
- Llanto por Cristo muerto, o La Piedad, de Il Sodoma, 1533, óleo sobre lienzo en el Museo Soumaya.
- Lamentación sobre Cristo muerto, de Bronzino (1540-1545), en el Musée des Beaux-Arts de Besançon.
- Deposición de Cristo, de Tiziano (1559), 137 cm × 175 cm, en el Museo del Prado de Madrid.[17]
- Traslado de Cristo, de Tintoretto (ca. 1560), en la Galería Nacional de Escocia.
- Llanto por Cristo muerto, de Tintoretto, entre 1555 y 1559, óleo sobre lienzo en el Museo Soumaya.
- Deposición de Cristo (Peterzano), de Simone Peterzano (1584), en la iglesia de San Fedele de Milán.
- Traslado de Cristo, de Alessandro Allori (1581-1584), fresco del claustro grande de Santa Maria Novella de Florencia.
- Santo Entierro, de Caravaggio (1600-1604).
- Entierro de Cristo, de Sisto Badalocchio (1610).
- Deposición de Cristo, de Rubens (varias versiones).[18]
- La Lamentación, de Van Dyck (varias versiones)[19]
- Deposición de Cristo, de Lucas Jordán (1671), en el Pio Monte della Misericordia de Nápoles.[20]
- Traslado de Cristo, de Antonio Ciseri (1883), 190 × 273 cm, en el Santuario della Madonna del Sasso de Orselina.

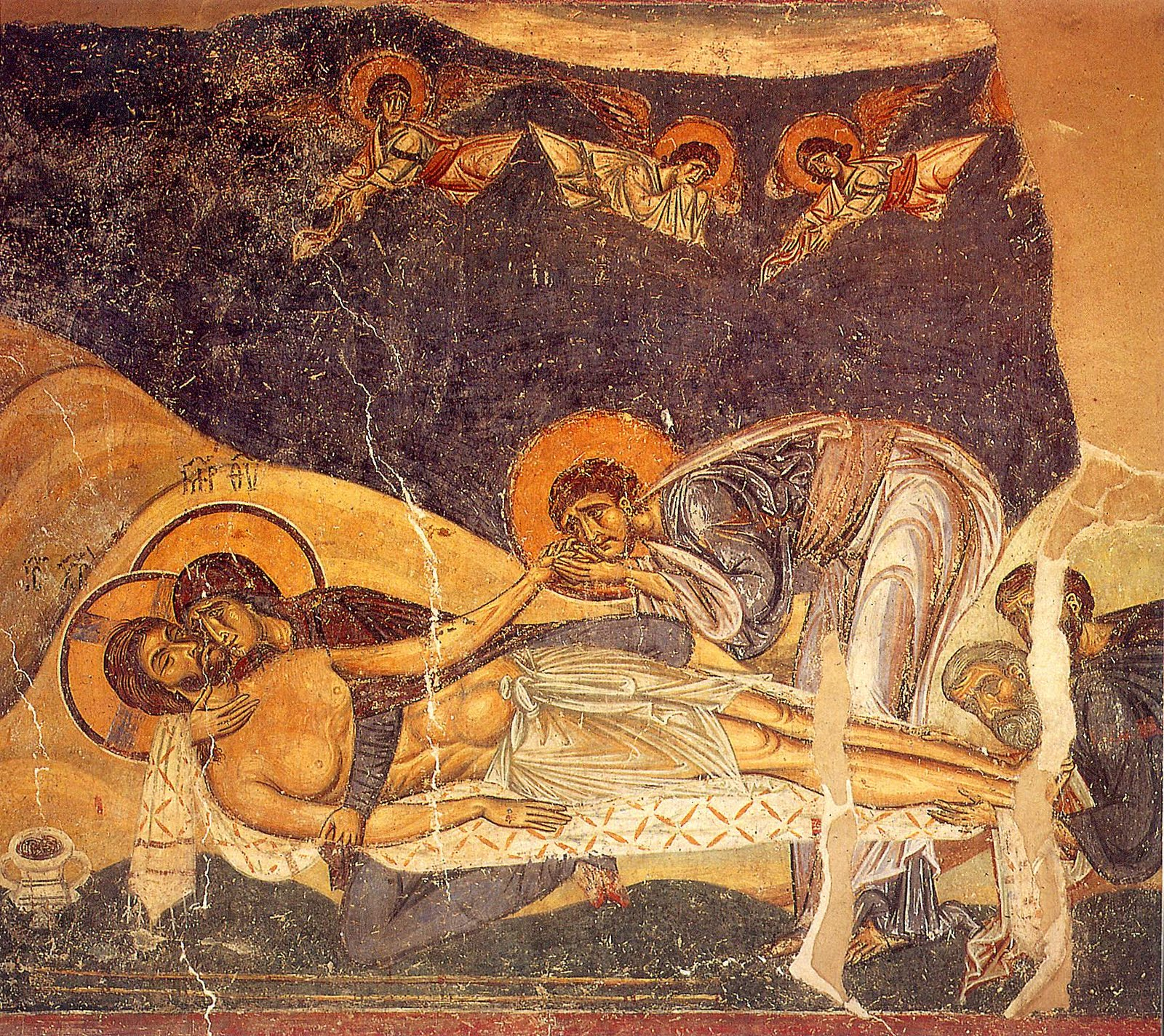
Maestro de Nerezi
Compianto sul Cristo morto
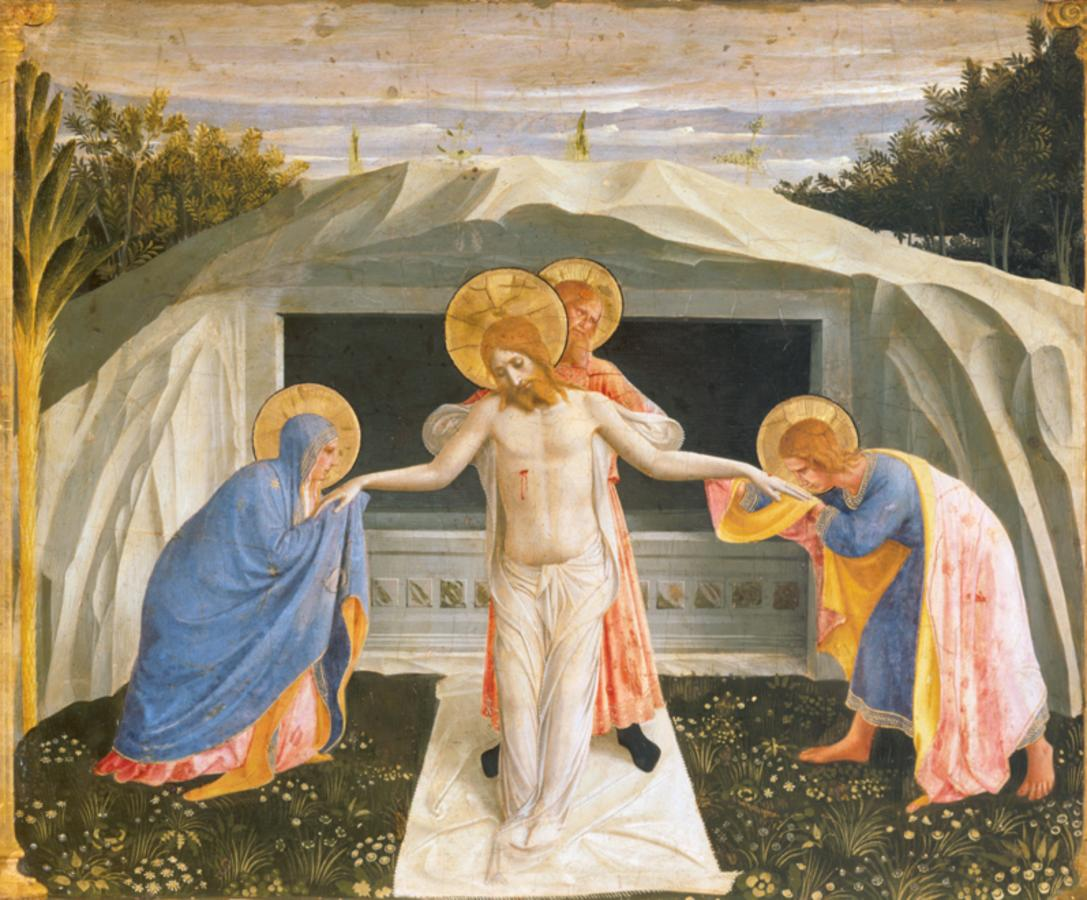
Fra Angelico
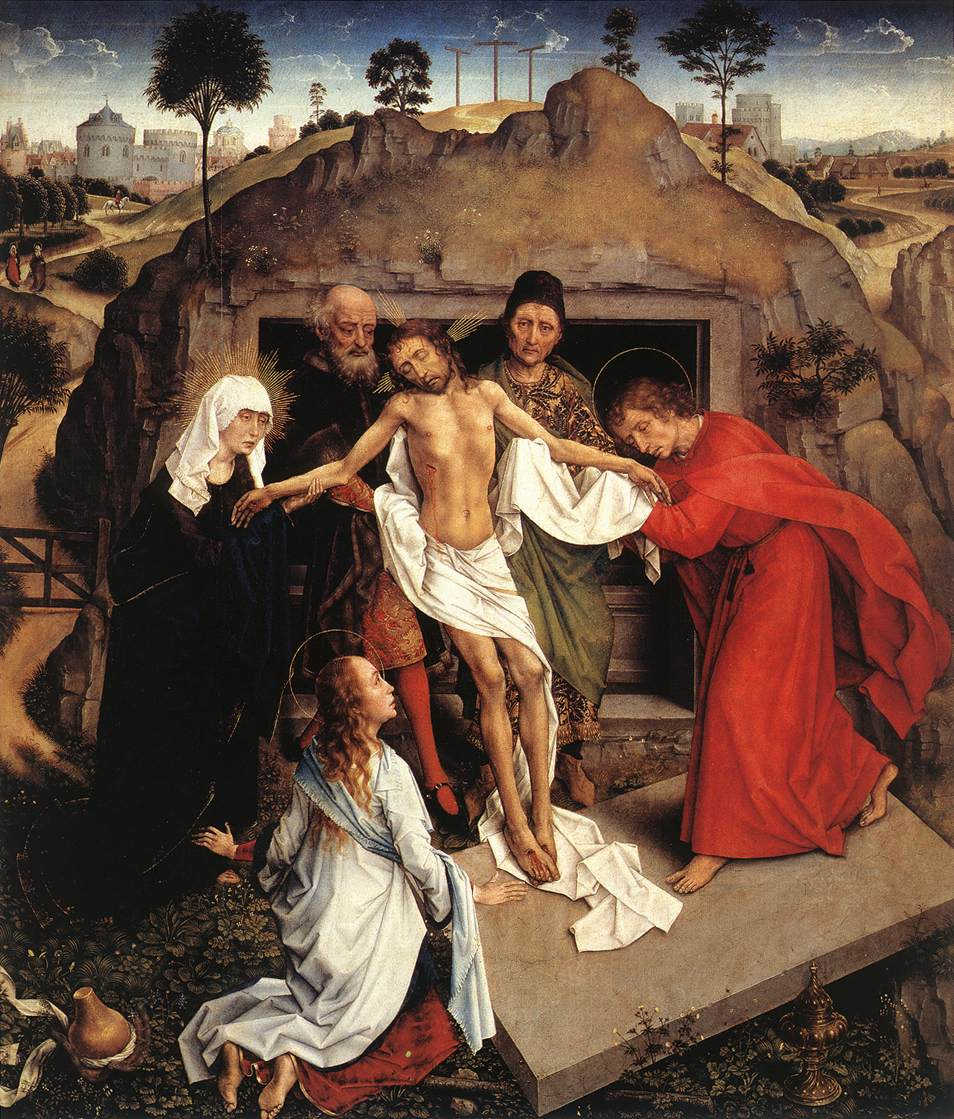
Van der Weyden
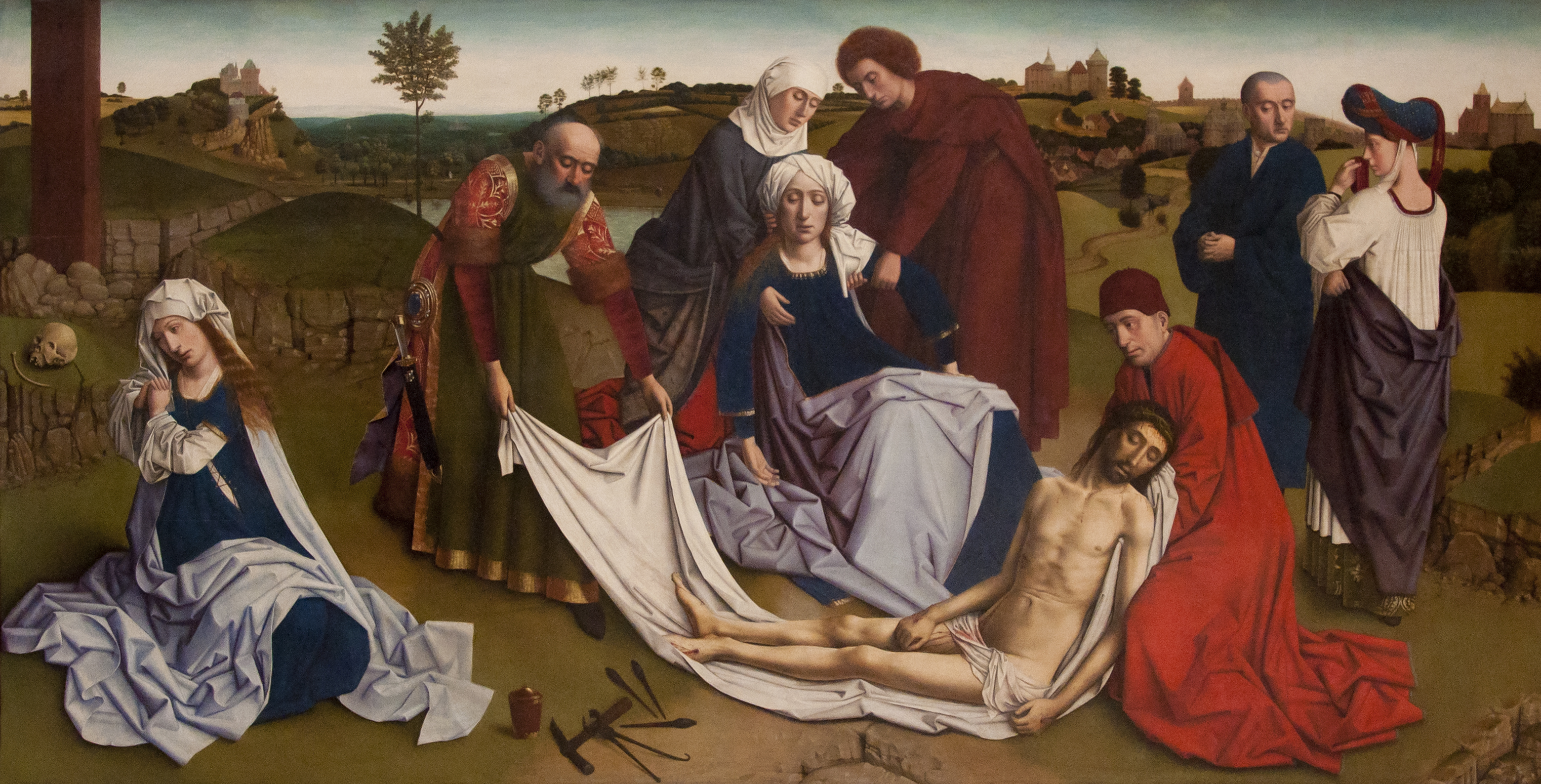
Petrus Christus
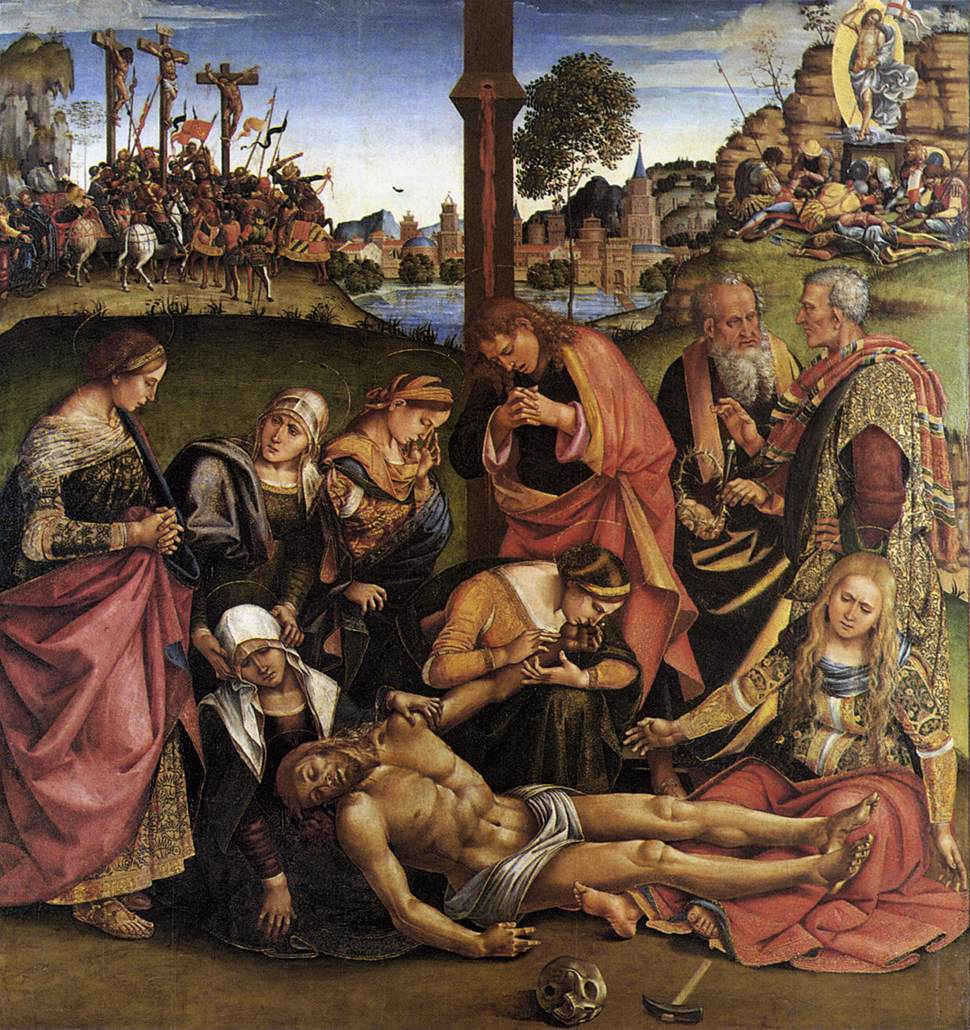
Luca Signorelli, tabla en el Museo Diocesano de Cortona
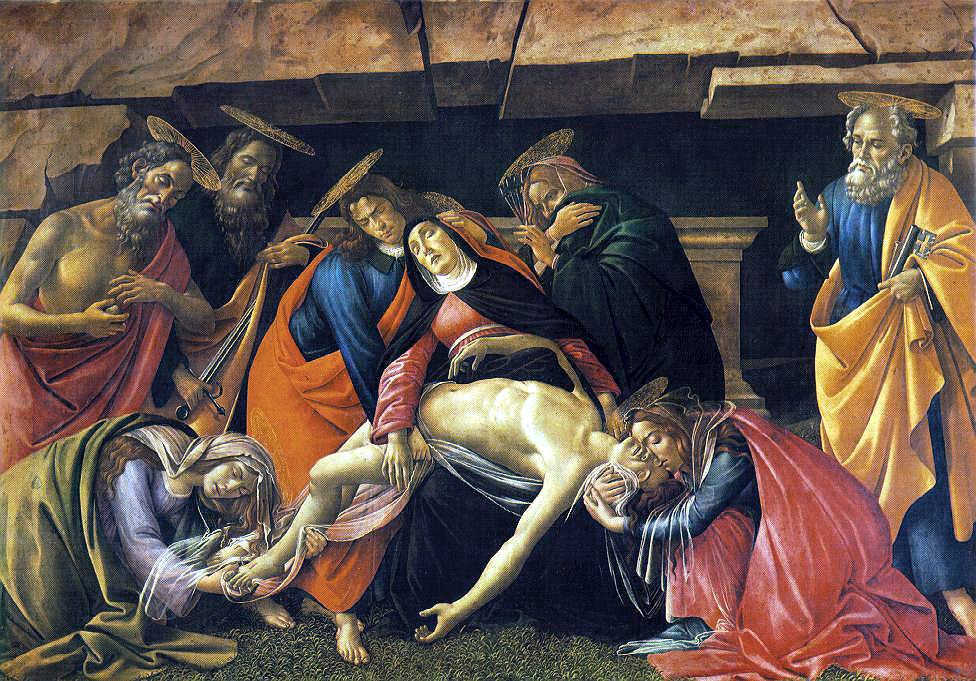
Boticelli 1490-1492, Múnich
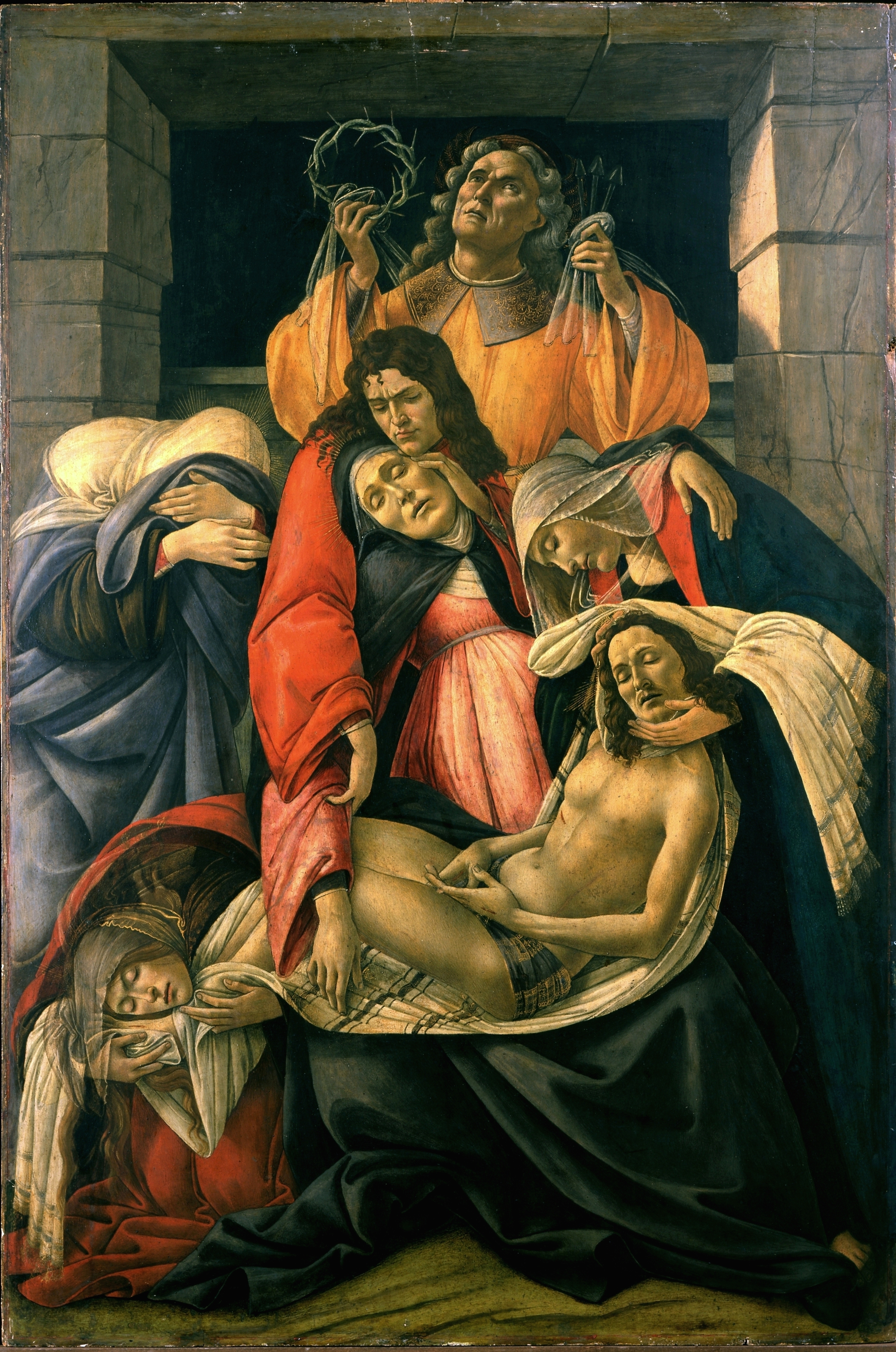
Boticelli 1490-1495, Milán
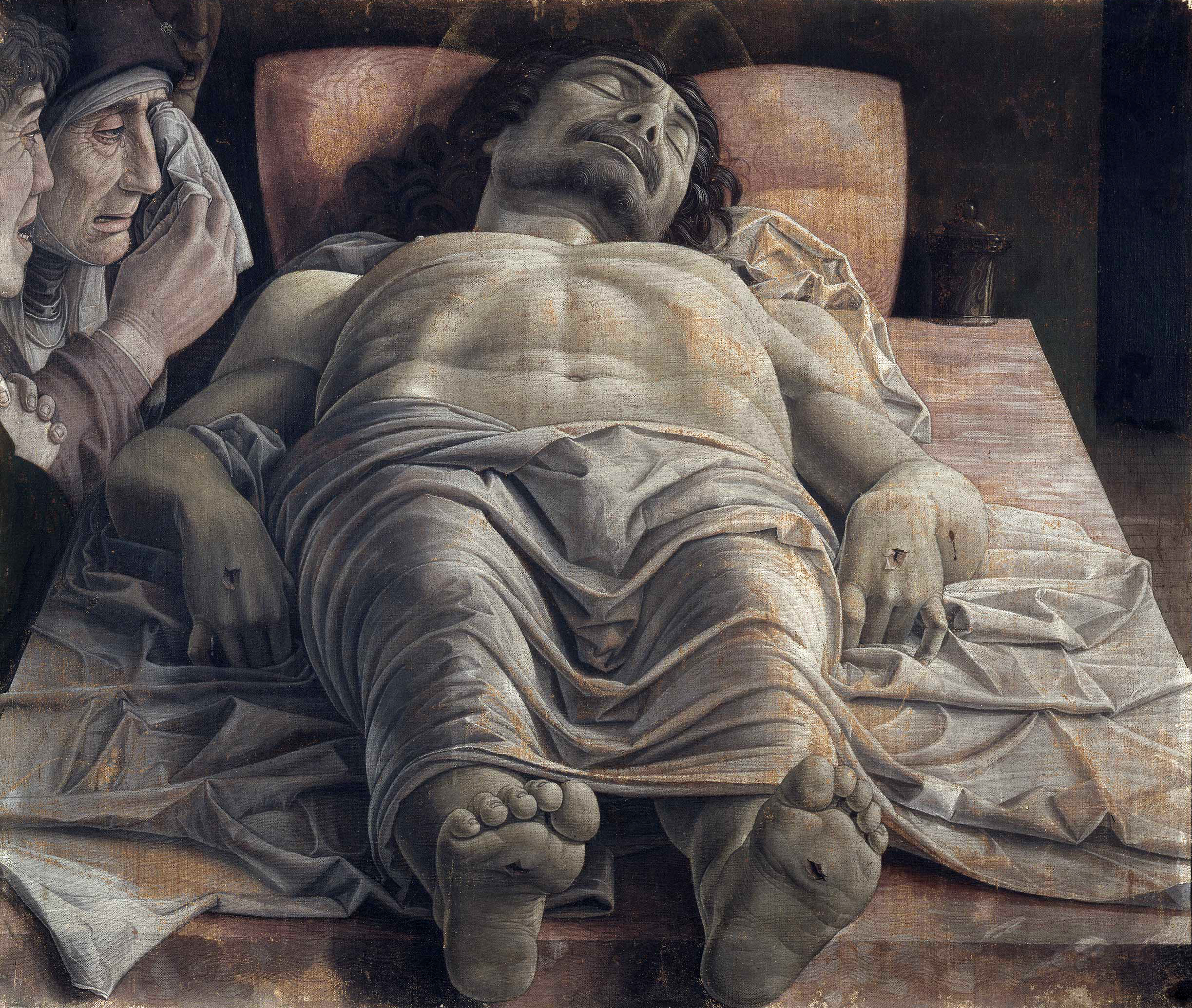
Mantegna
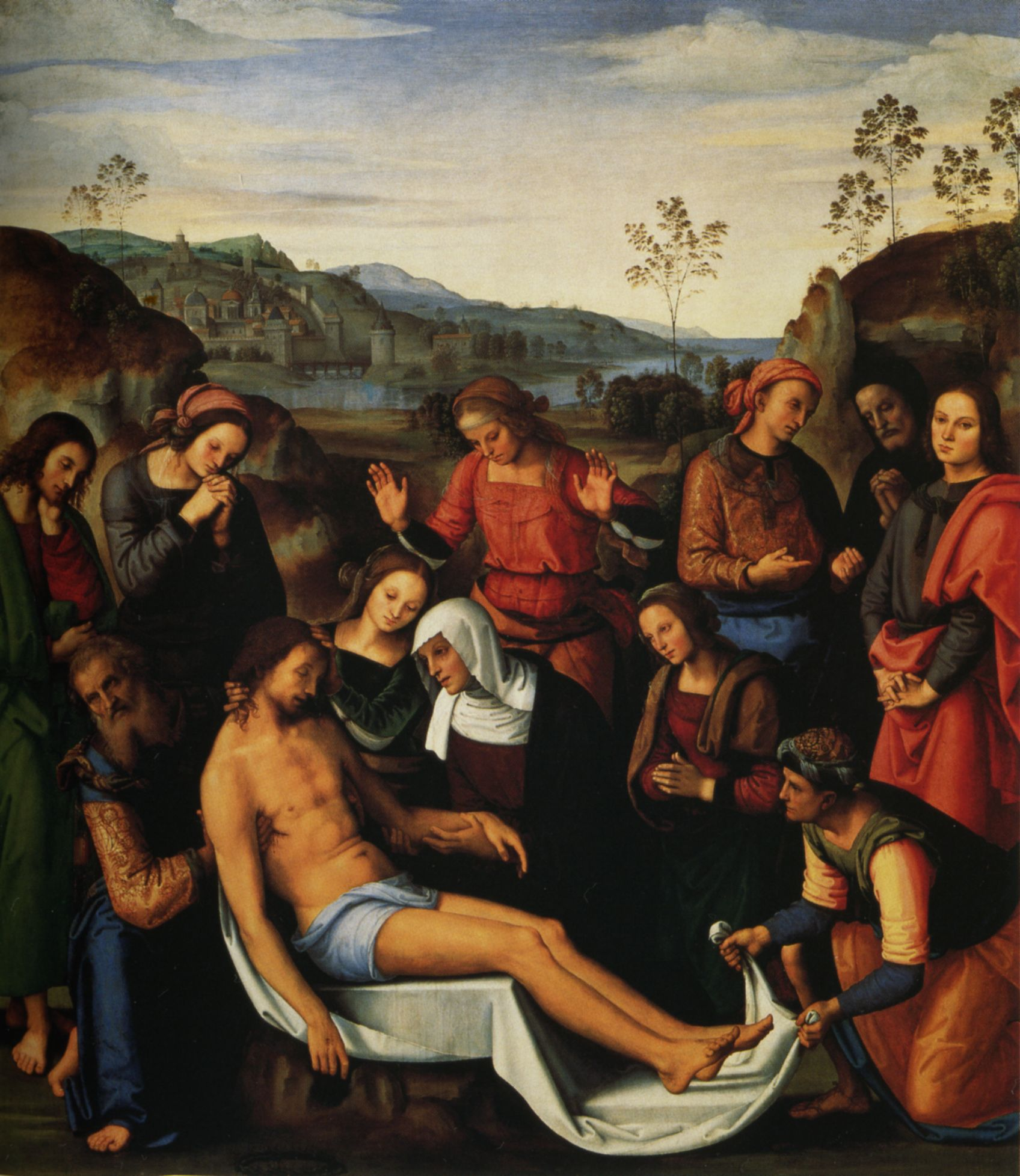
Perugino
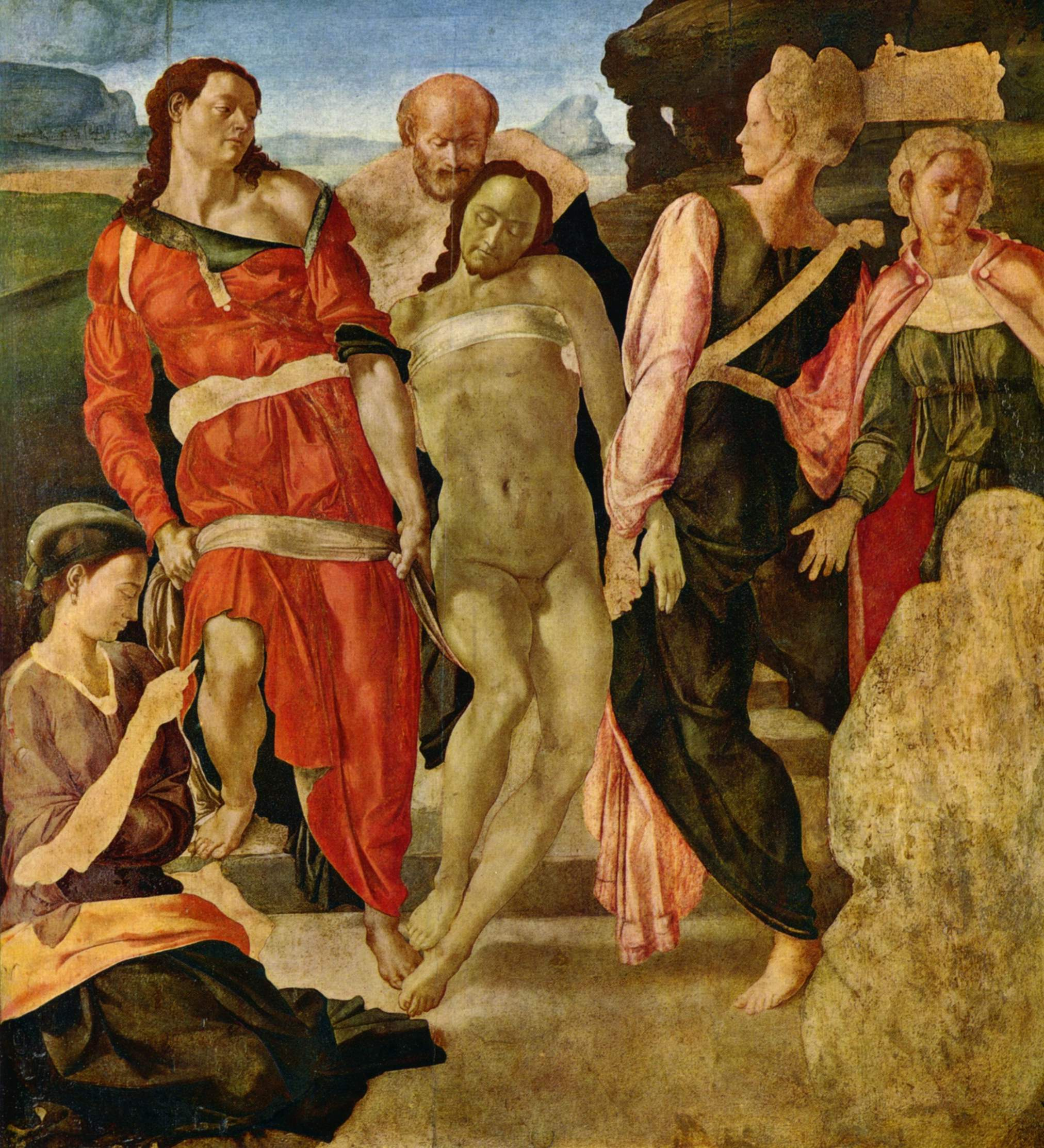
Miguel Ángel
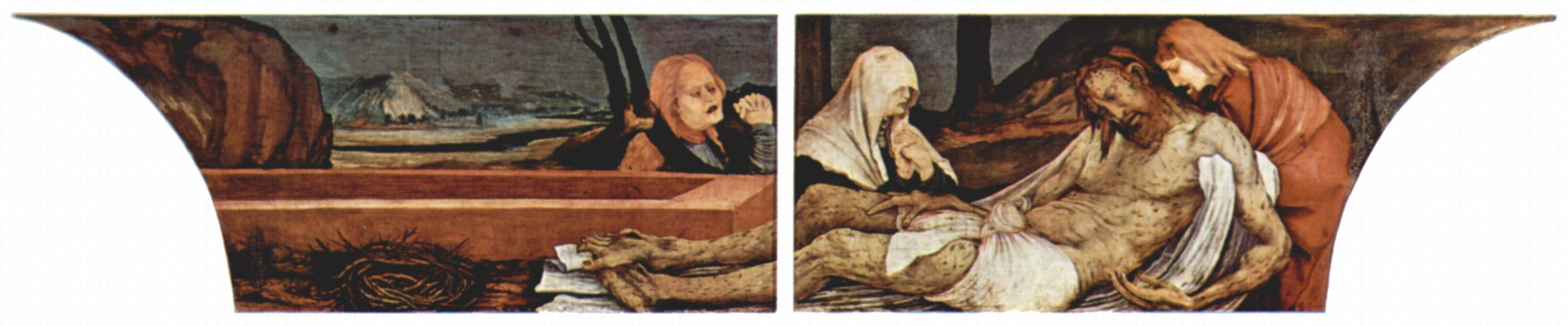
Grünewald
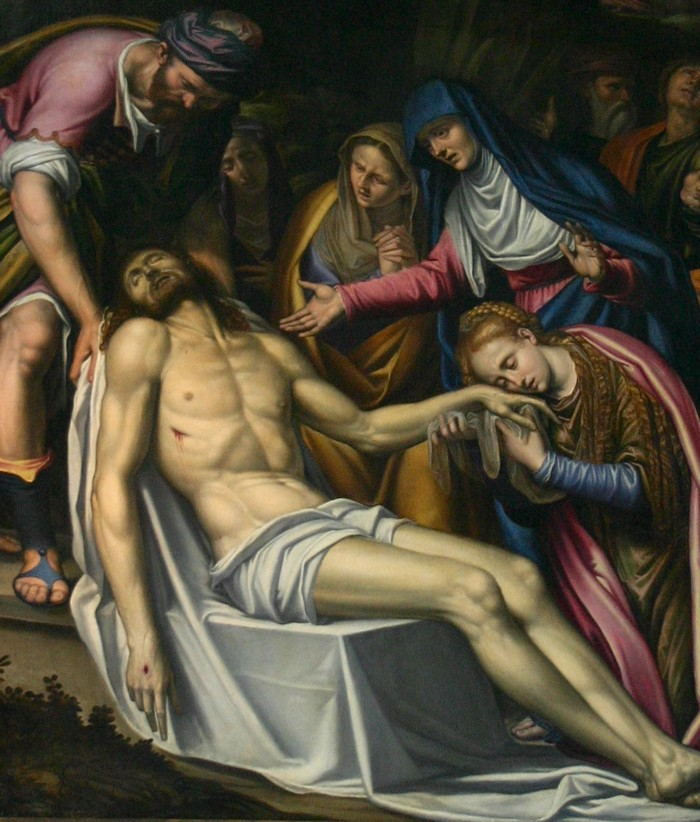
Peterzano
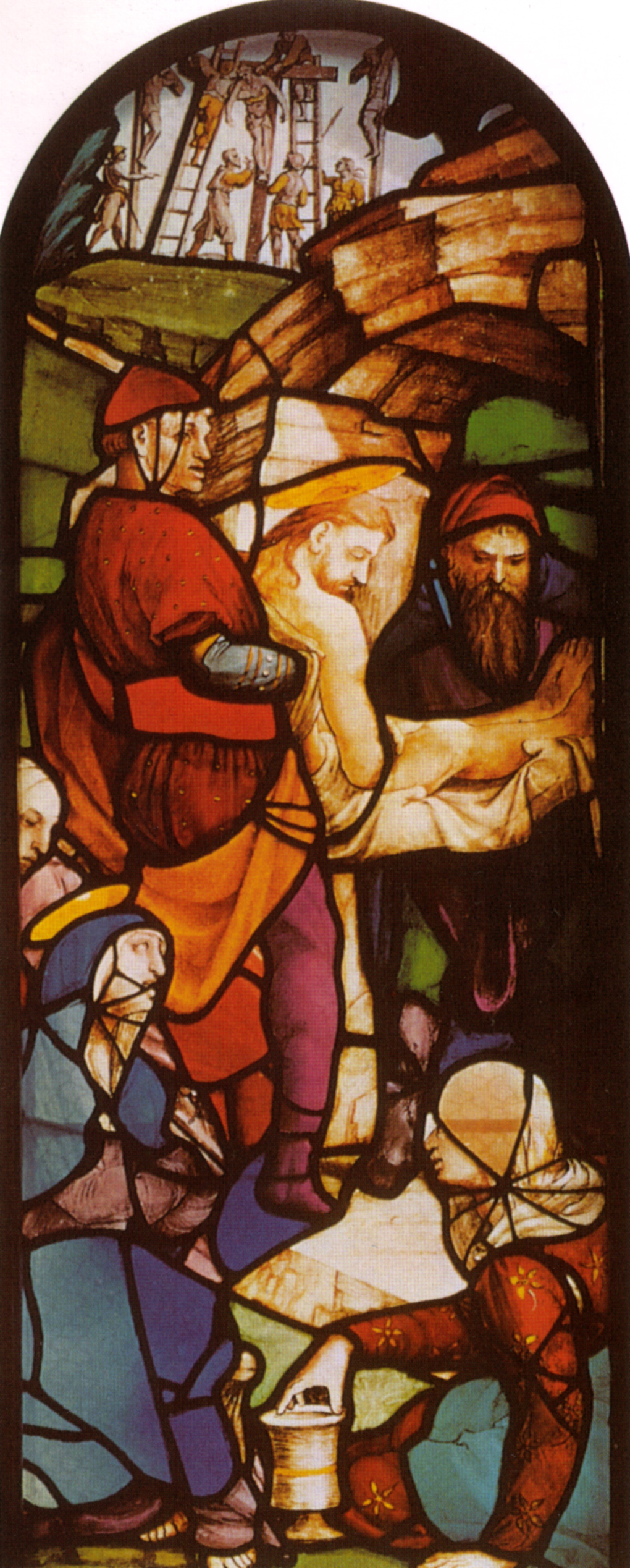
Marcillat
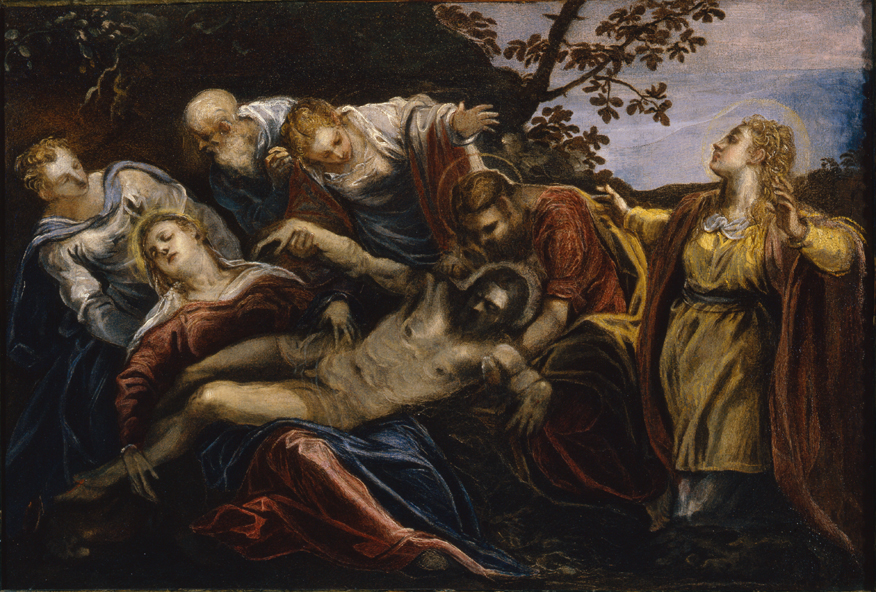
Tintoretto (1555 o 1559)
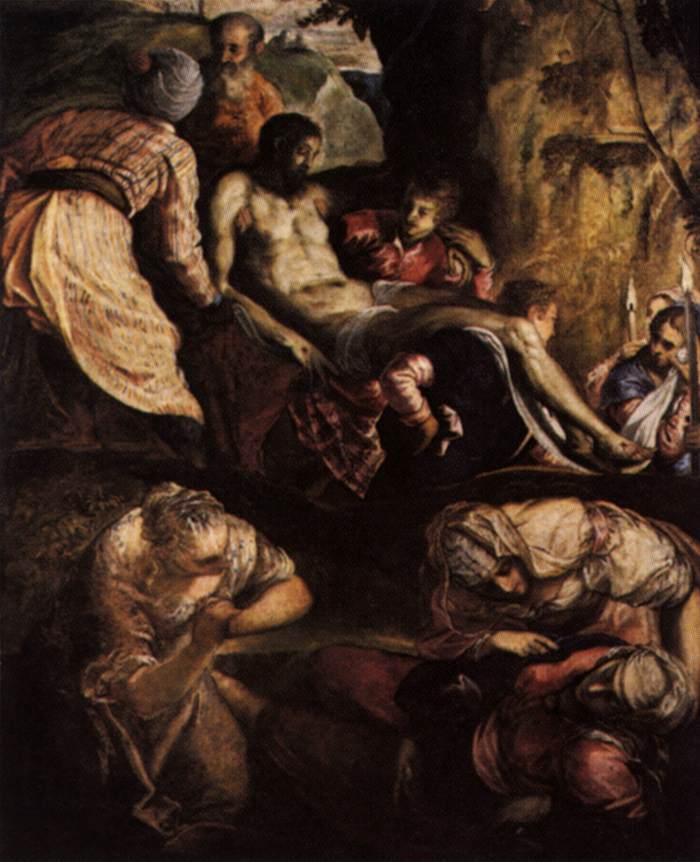
Tintoretto (1560)
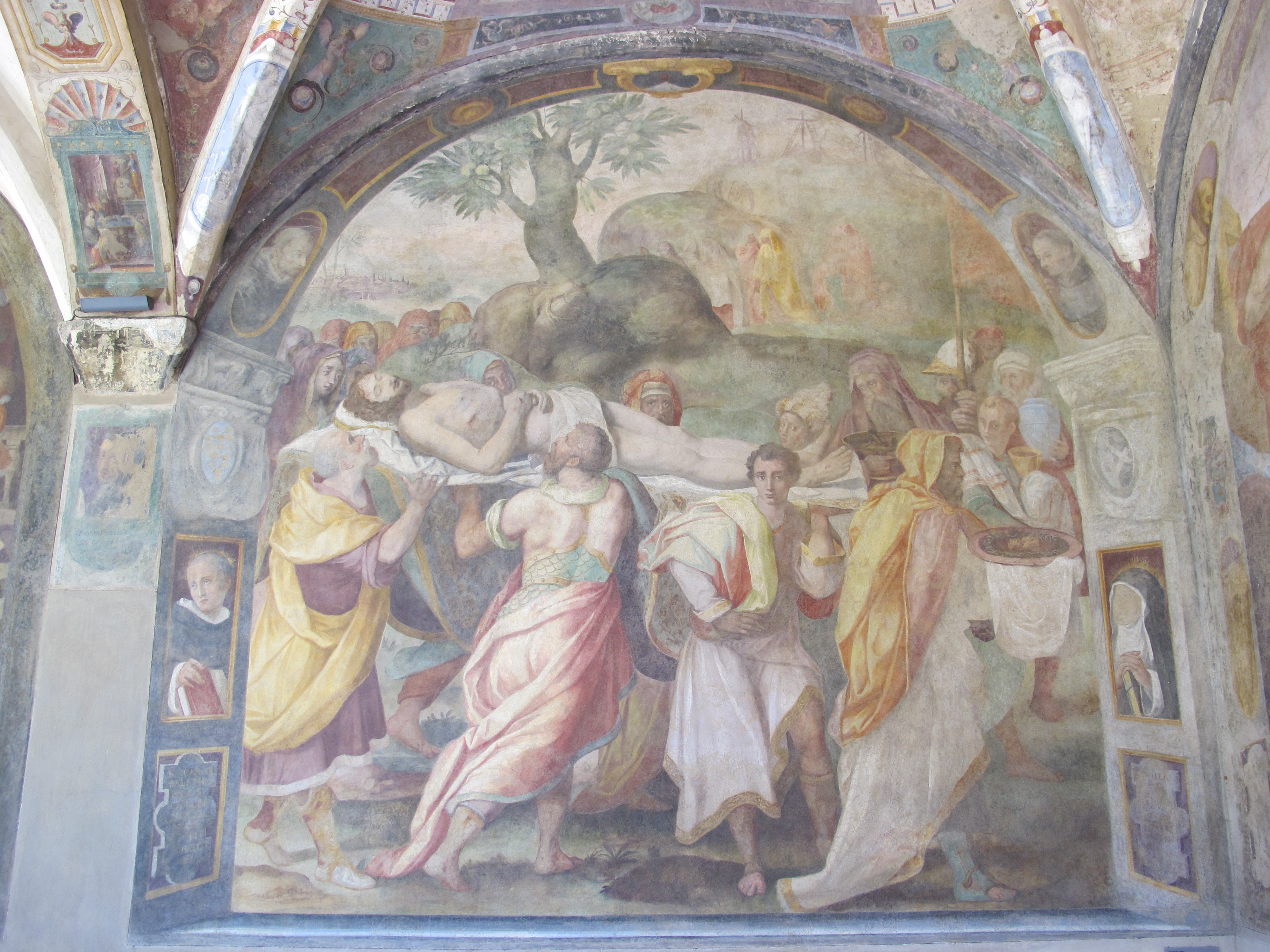
Alessandro Allori
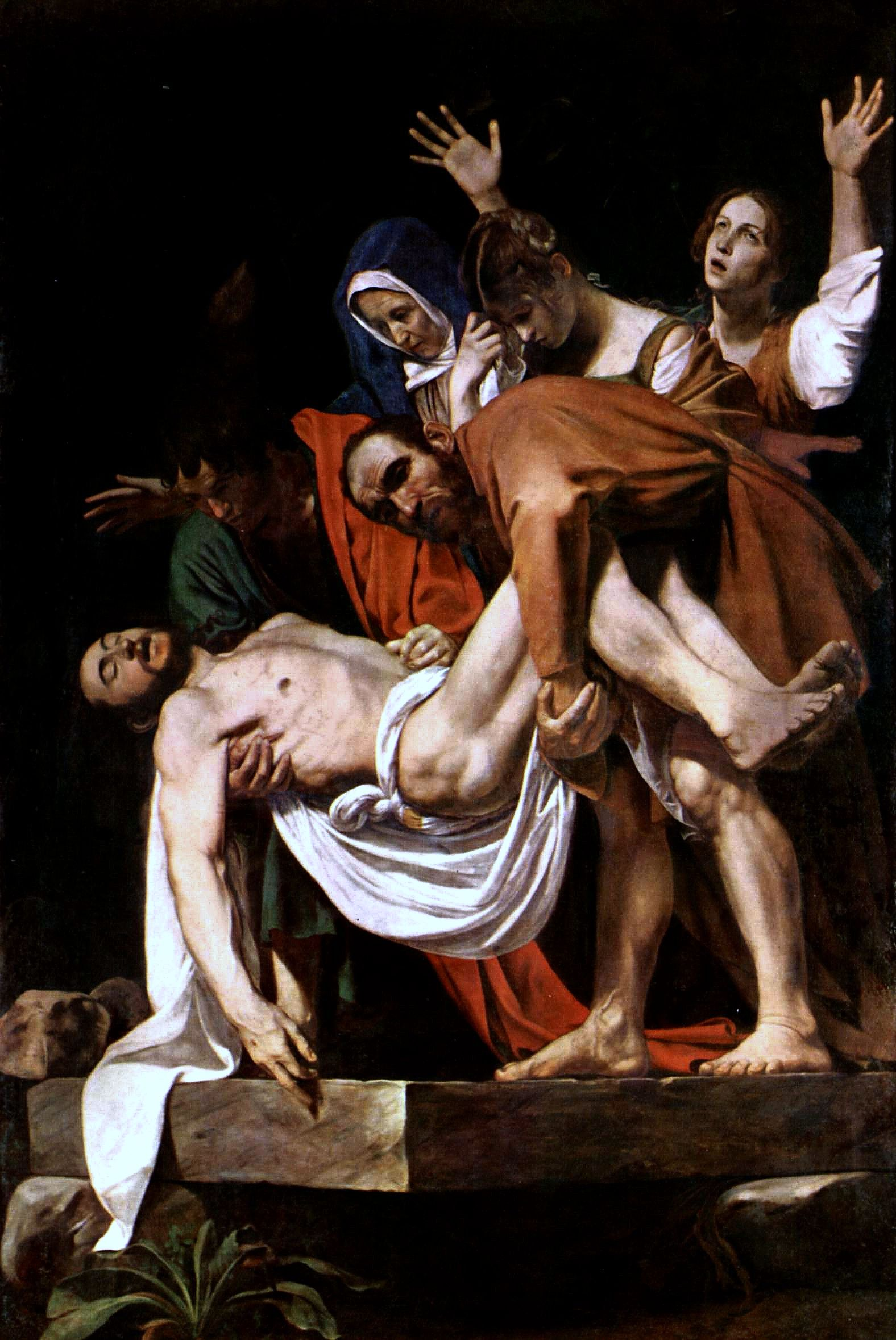
Caravaggio
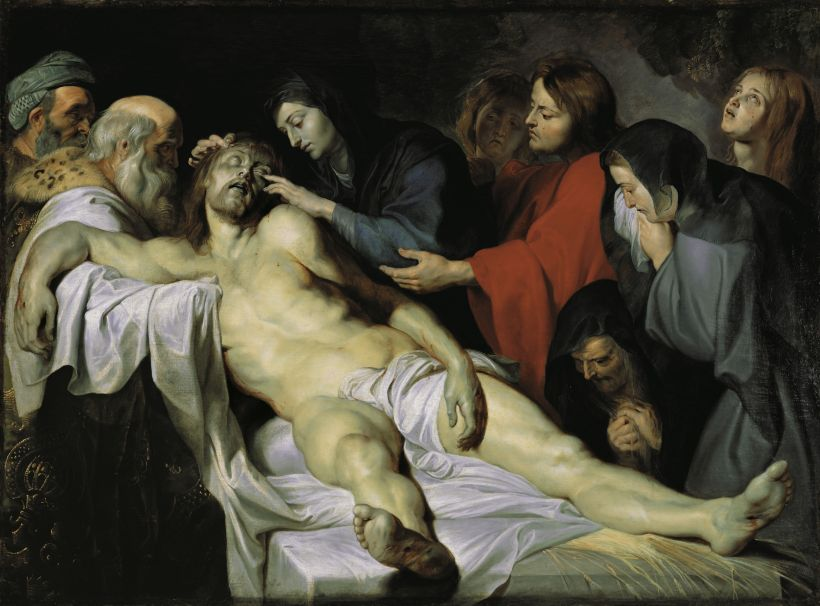
Rubens
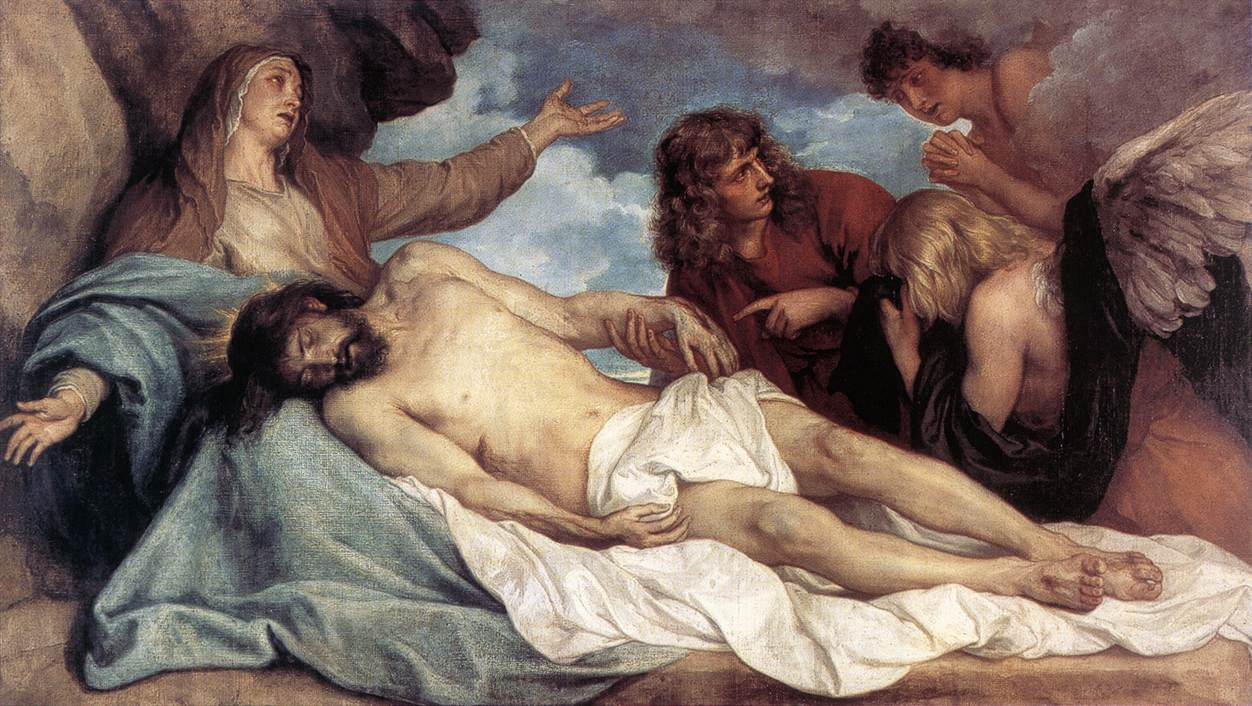
Van Dyck
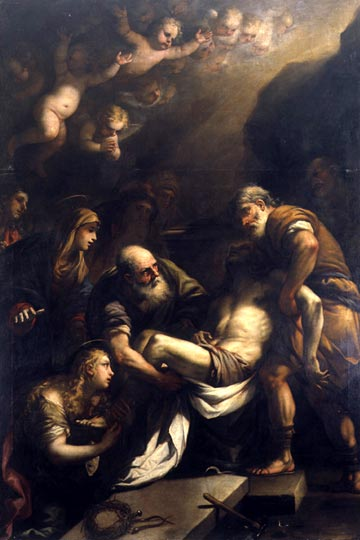
Lucas Jordán
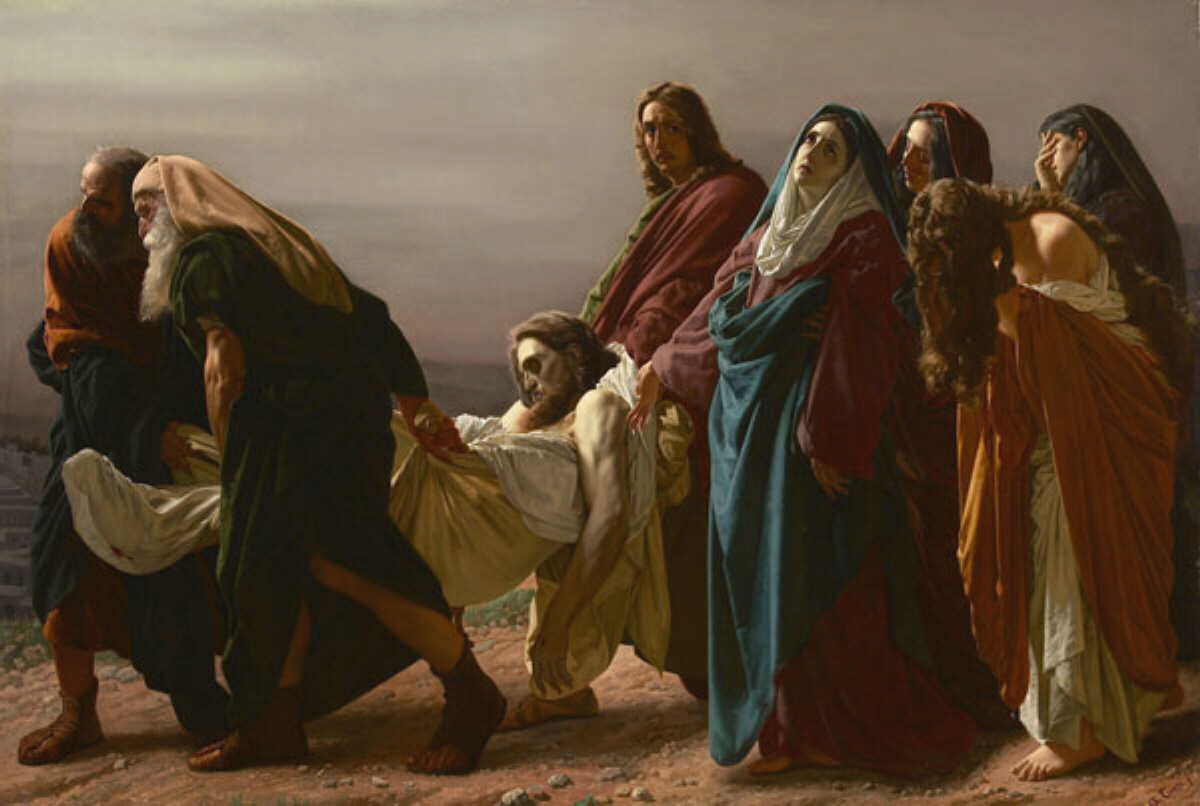
Antonio Ciseri

### Iluminación de manuscritos
Es una escena convencional en los libros de horas.

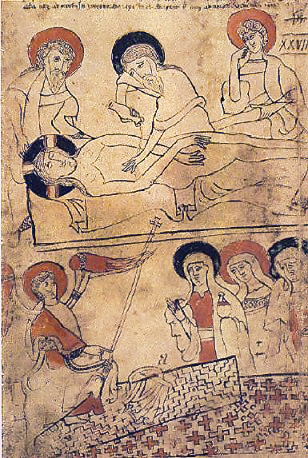
Codex Pray, ca. 1192-1195
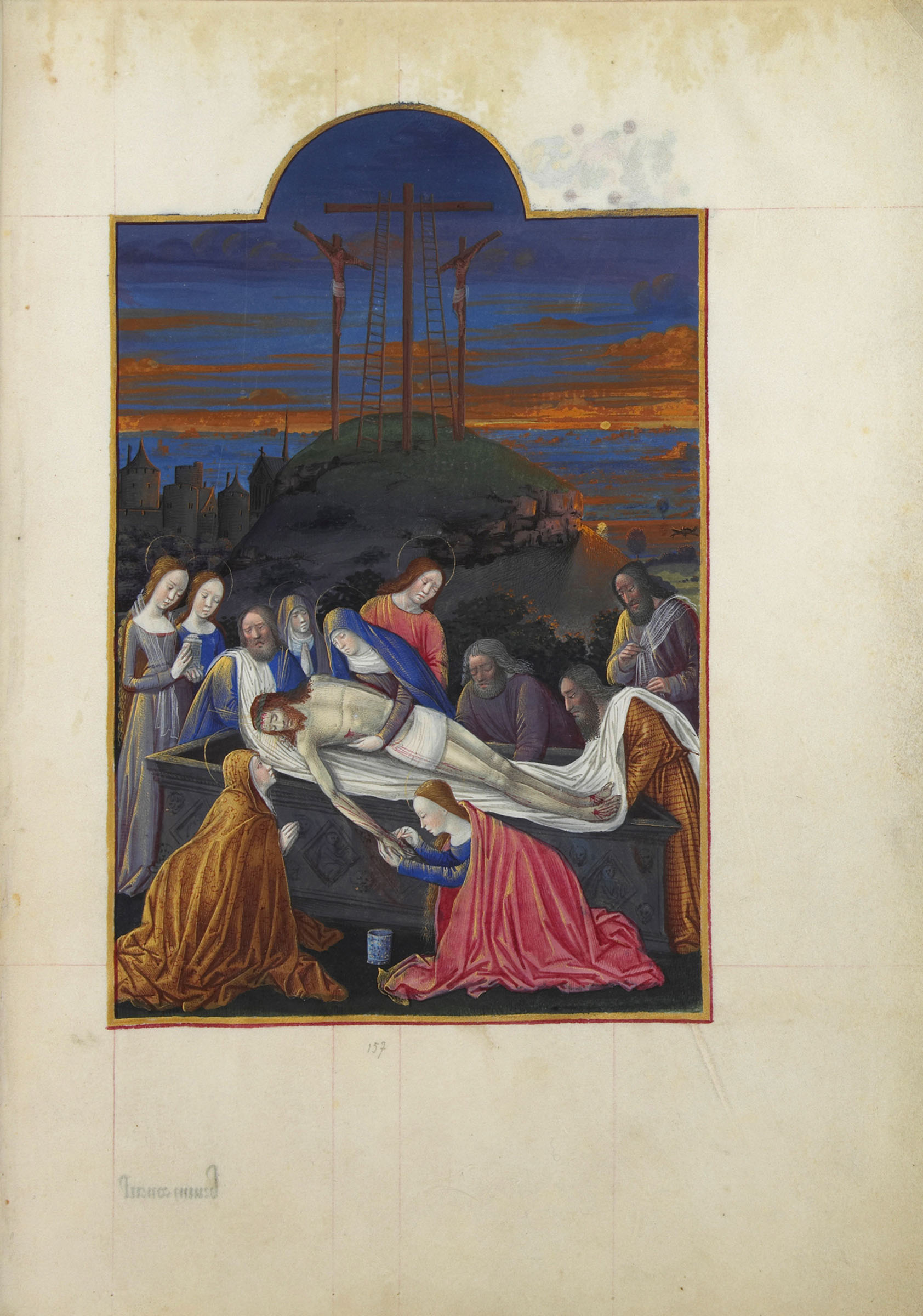
Las muy ricas horas del duque de Berry, de los hermanos Limbourg, 1411-1416.
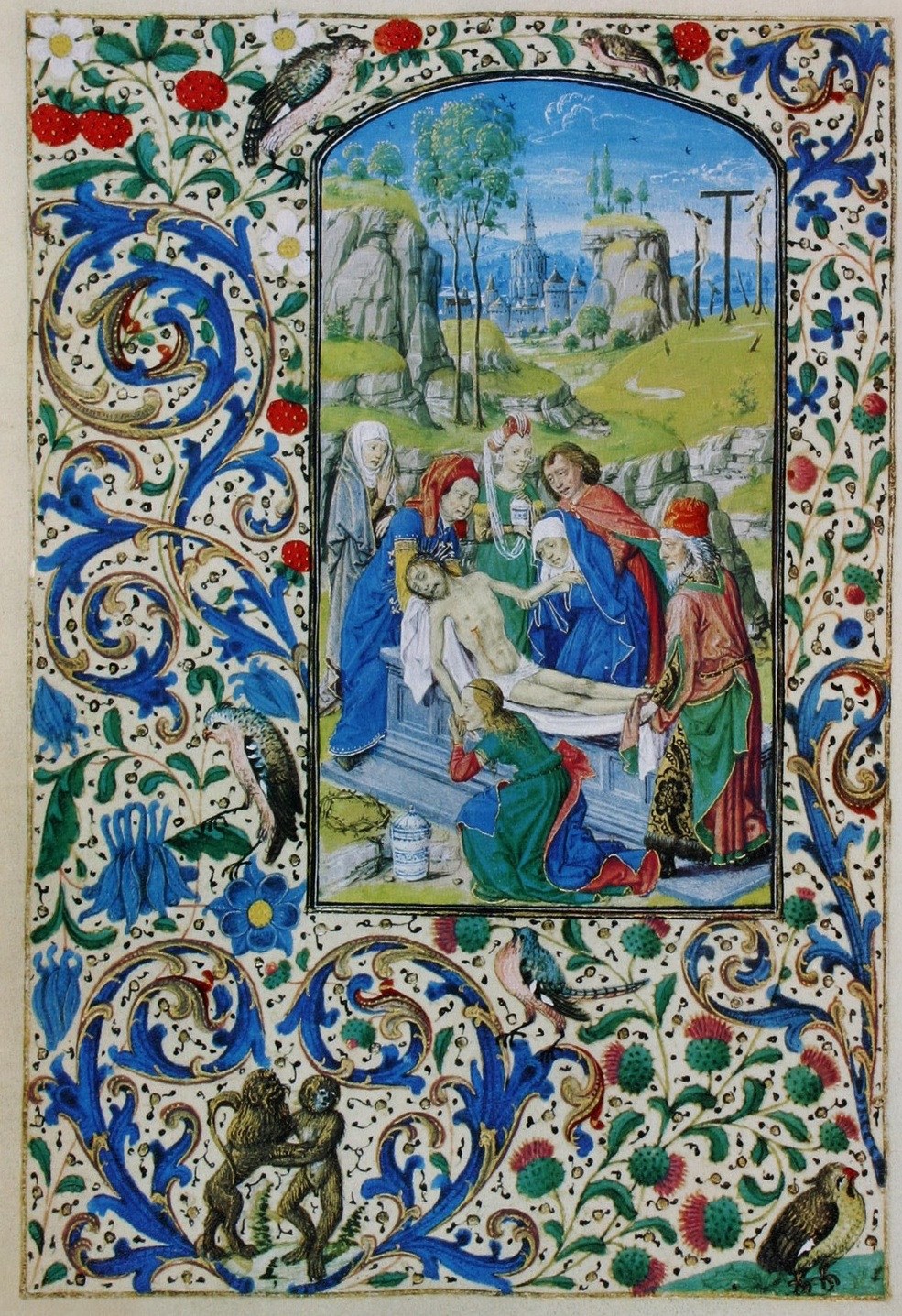
Libro de horas de María de Borgoña, ca. 1477, del Maestro vienés de María de Borgoña,[21] Liévin van Lathem[22] y Simon Marmion.

### Grabado y dibujo

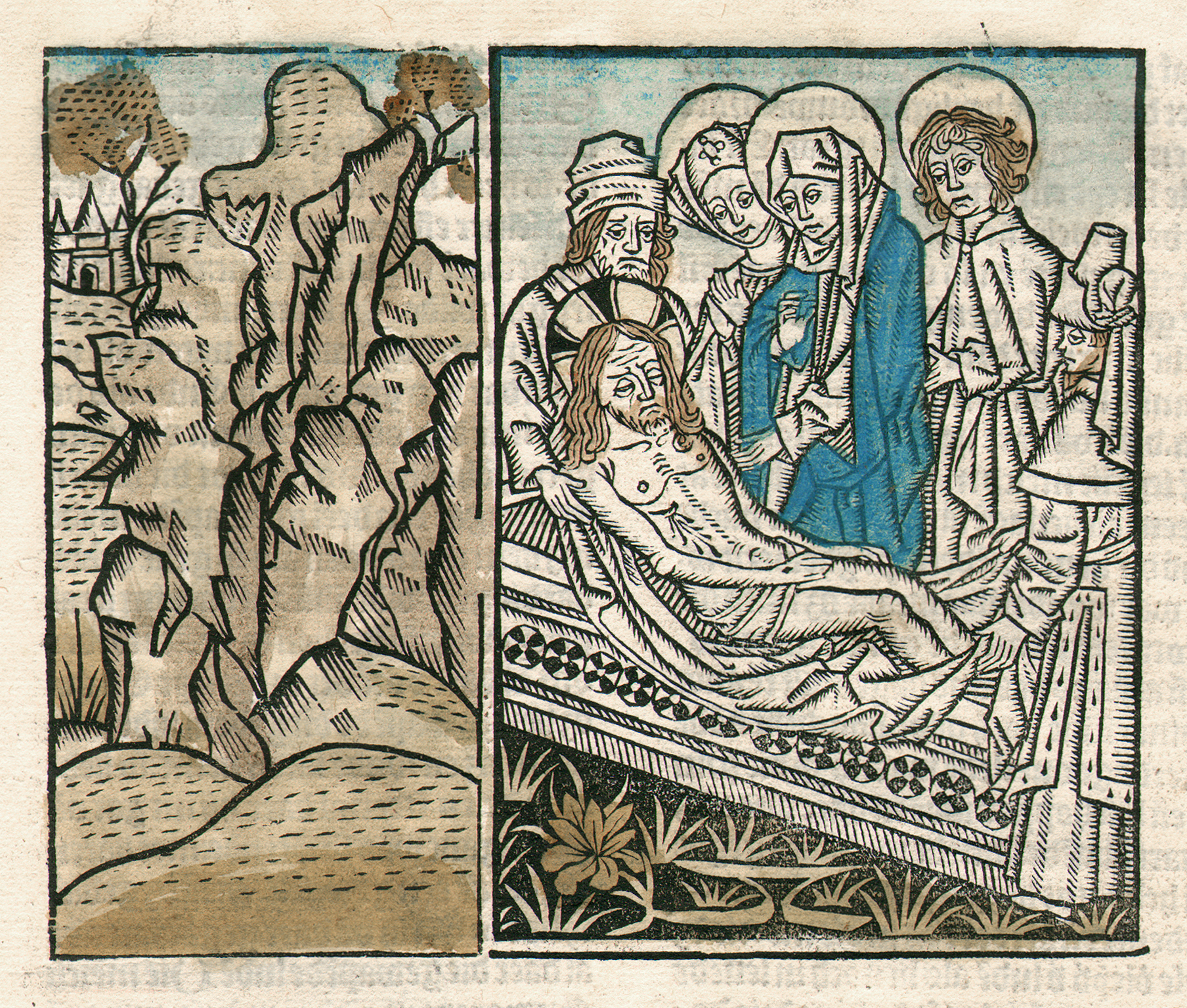
Grabador de Amberes, 1487.
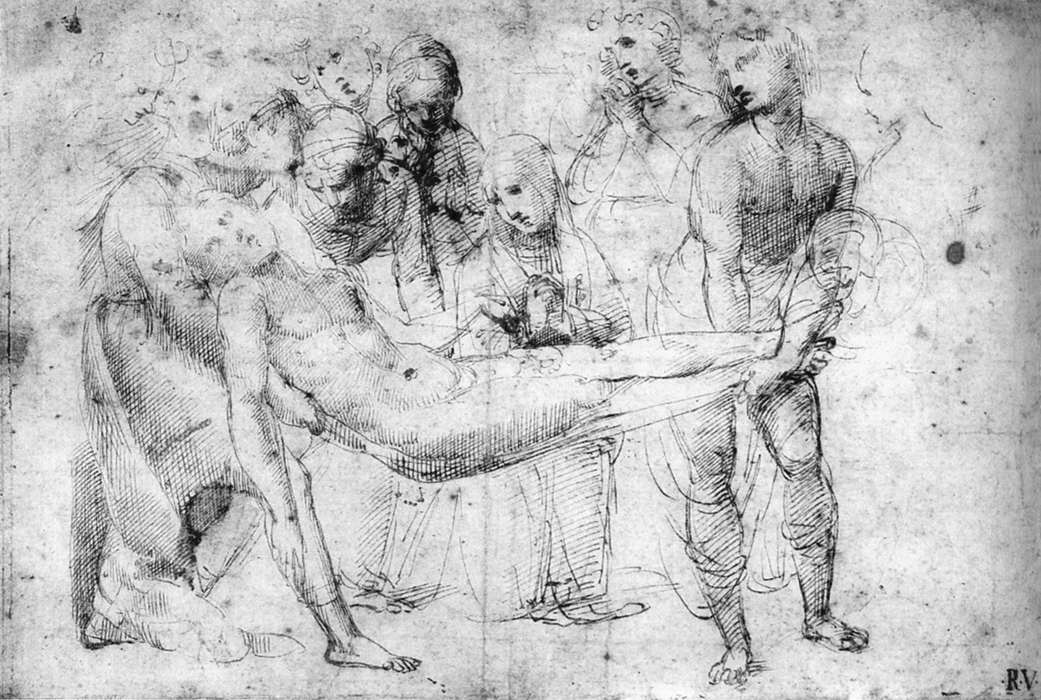
Estudio de Rafael Sanzio, ca. 1507.
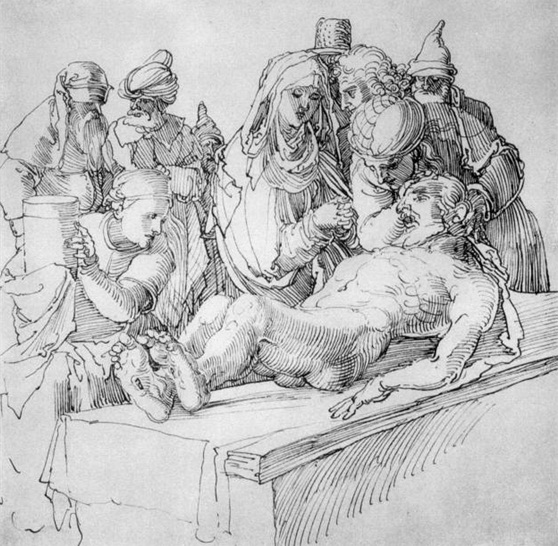
Dibujo de Alberto Durero, ca. 1510.
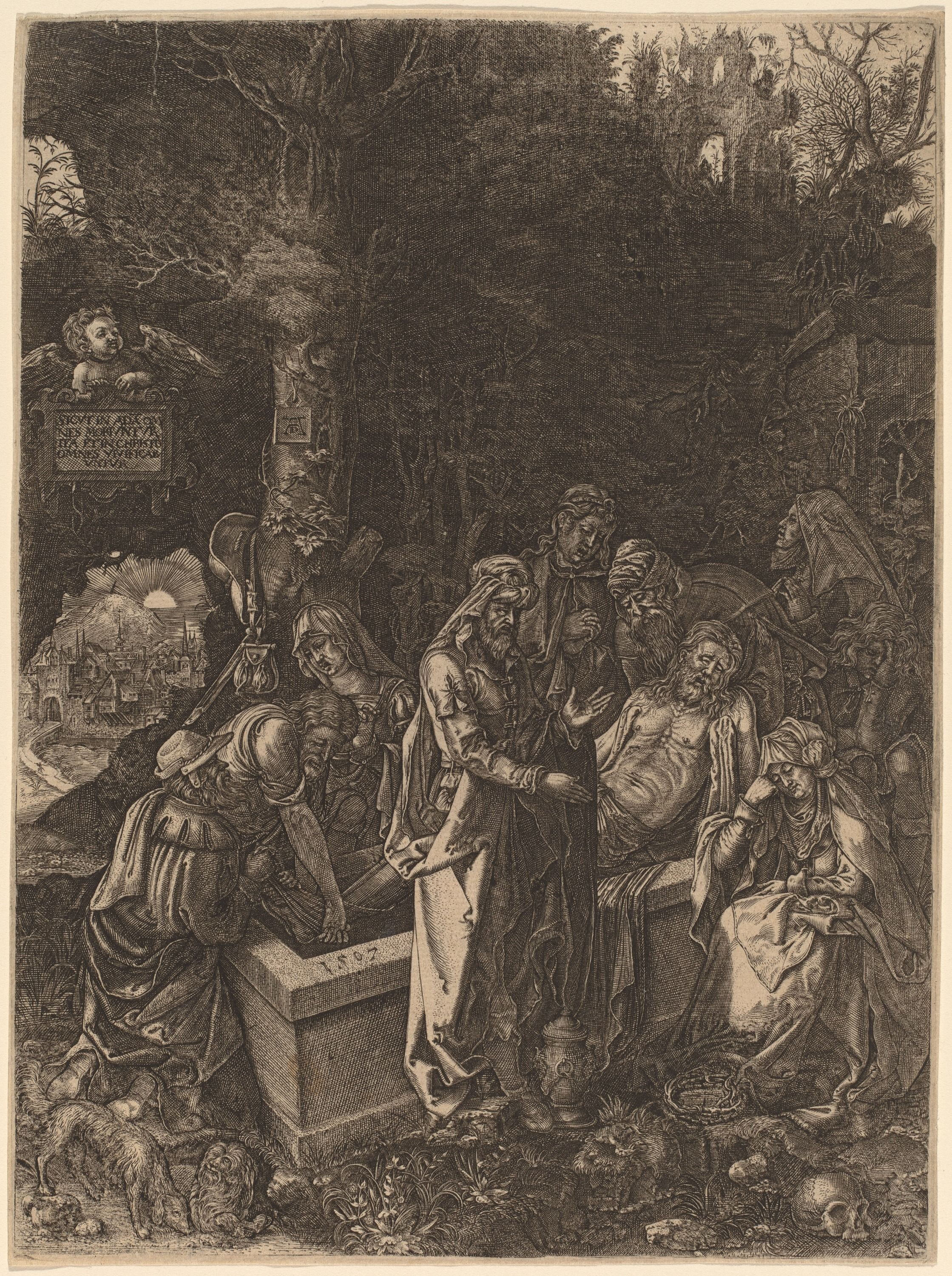
Grabado flamenco del siglo XVII en el estilo de Alberto Durero.
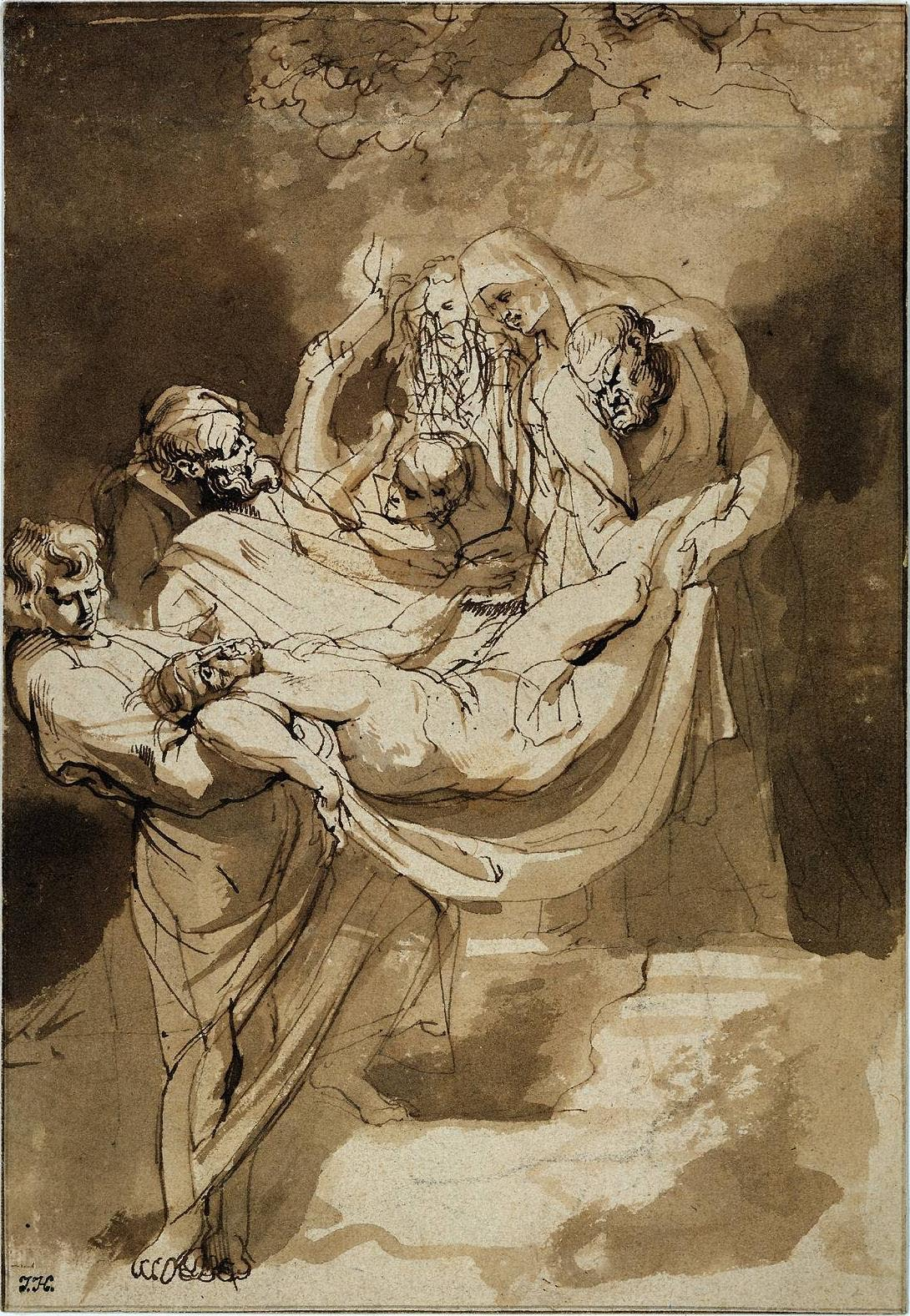
Pluma y aguada de Rubens, ca. 1616.

### Tapices

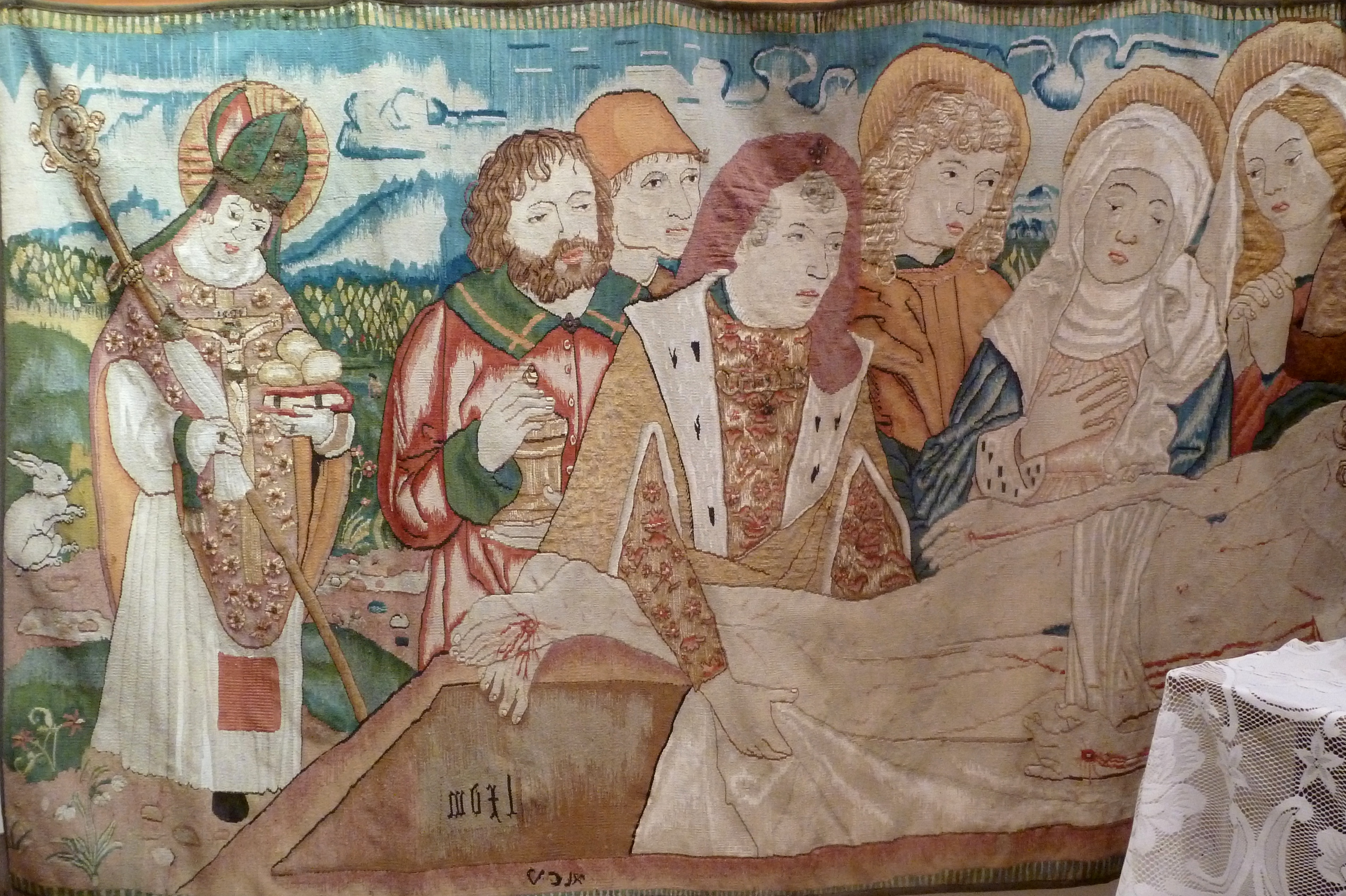
Tapiz de la iglesia abacial de San Juan Bautista de Saint-Jean-Saverne,.

### Vidrieras

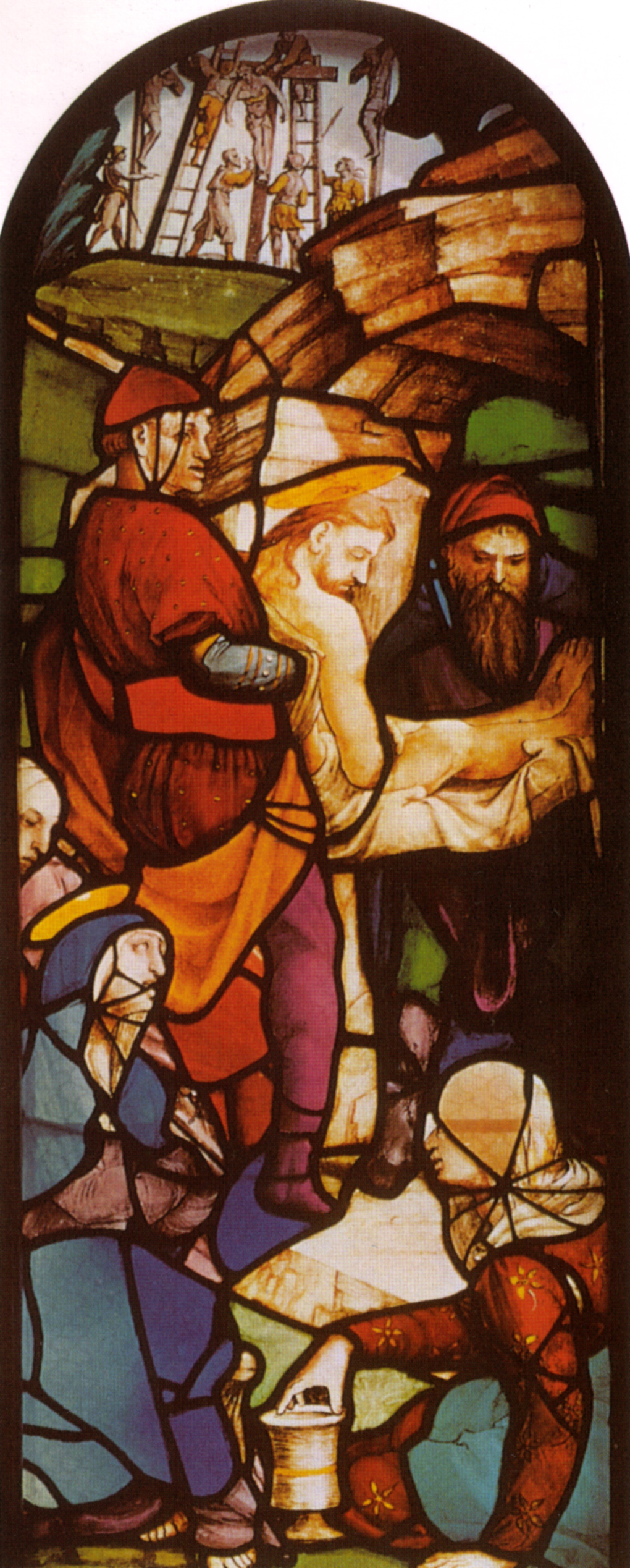
Guillaume de Marcillat, en la Capella Barbadori o Capponi,[24] 1526.

## Esculturas
Grupos escultóricos de la lamentación sobre Cristo muerto
- Lamentación sobre Cristo muerto, de Donatello (1457-1459), relieve en bronce de 33,5 x 41,5 cm., Victoria and Albert Museum de Londres.
- Sepolcro di Cristo, de Galeazzo Mondella "il Moderno", dos versiones, en relieves de bronce, National Gallery of Art de Washington.
- Piedad florentina, o Piedad de las cuatro figuras, Piedad de la Ópera del Duomo o Deposición (Miguel Ángel), de Miguel Ángel (1557), mármol de 226 cm, Museo dell'Opera del Duomo de Florencia.
- Santo Entierro de Liatzasolo (1539 y 1544), catedral de Tarrasa.[26]
- El entierro de Cristo, grupo escultórico de Juan de Juni. Véase la comparación con grupos titulados Lamentación sobre Cristo muerto de Niccolò dell'Arca y Guido Mazzoni.[27]

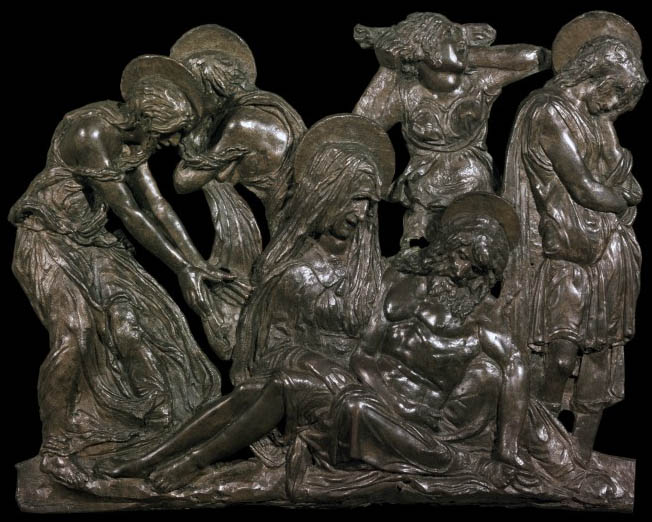
Donatello.
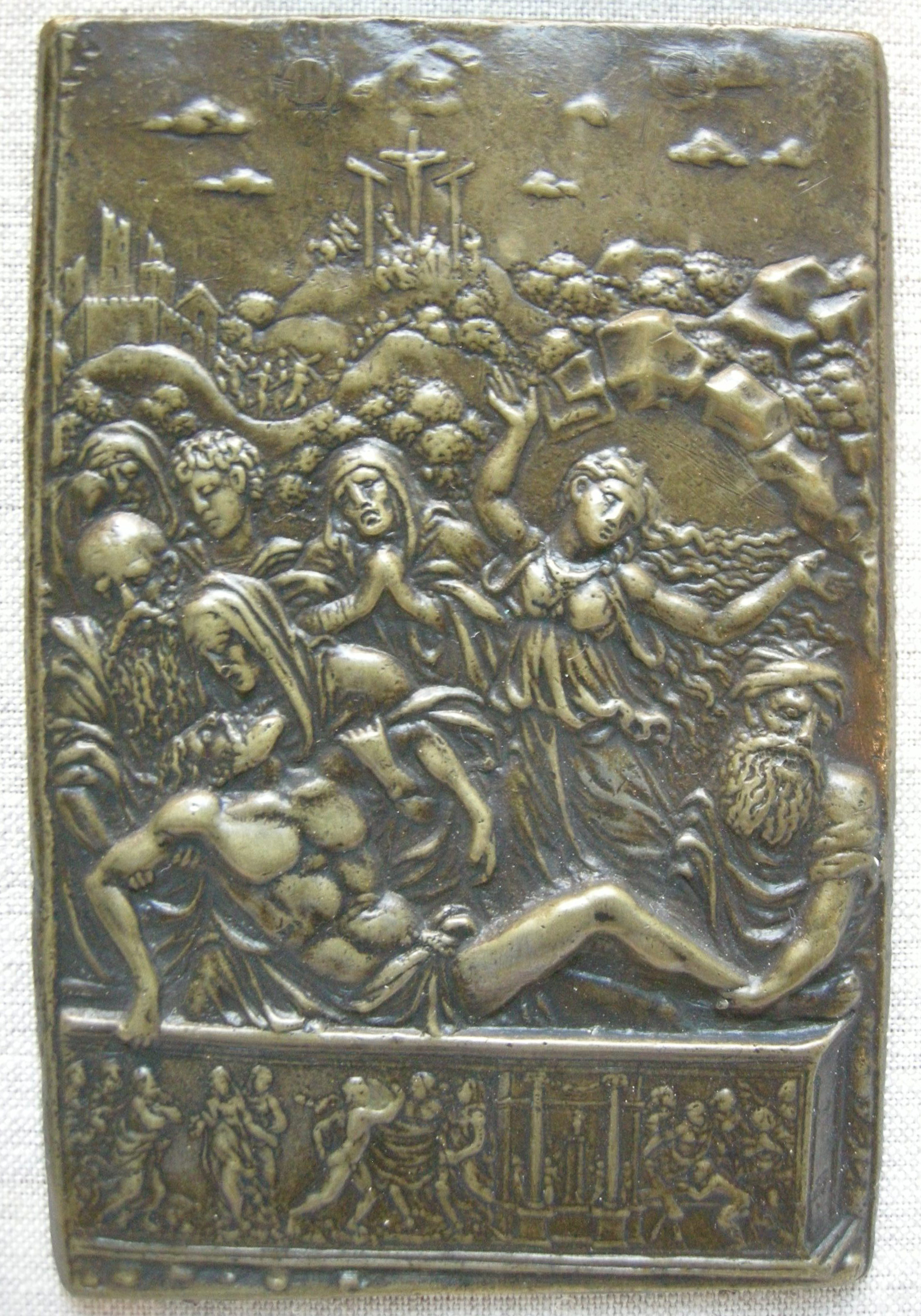
Moderno, 1495-1496.
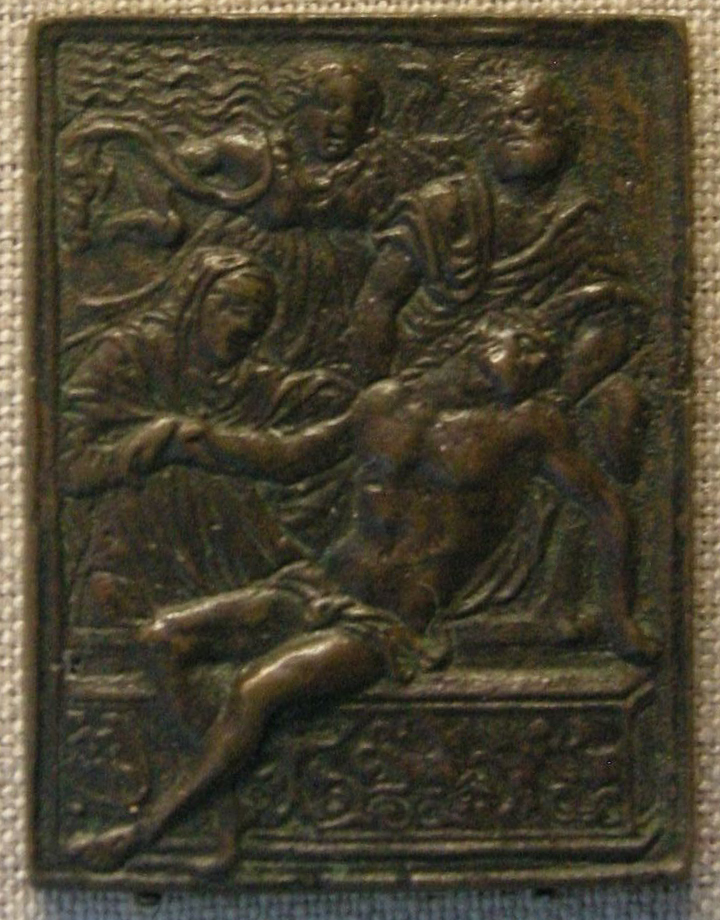
Moderno, 1505-1507.
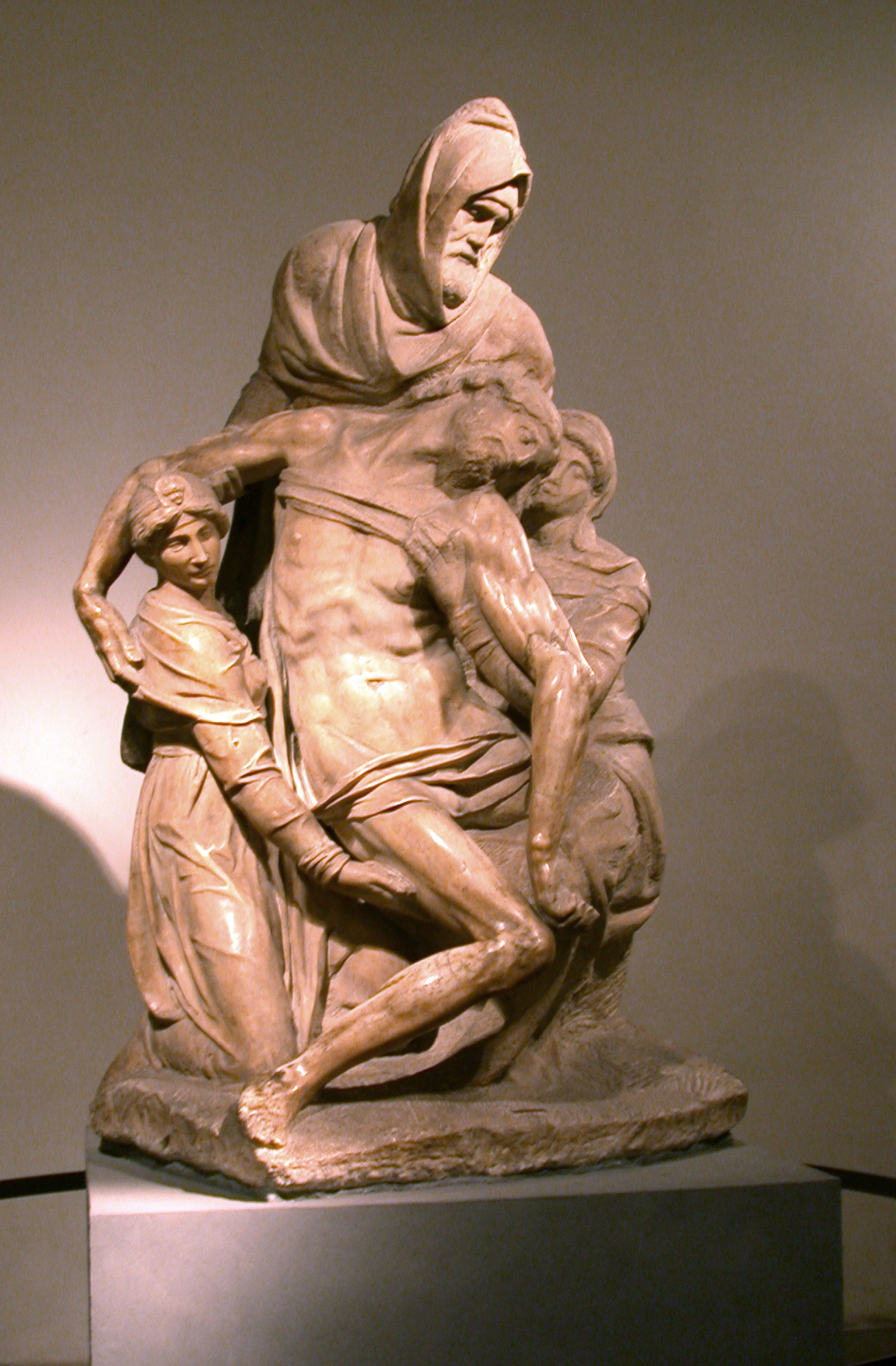
Miguel Ángel.
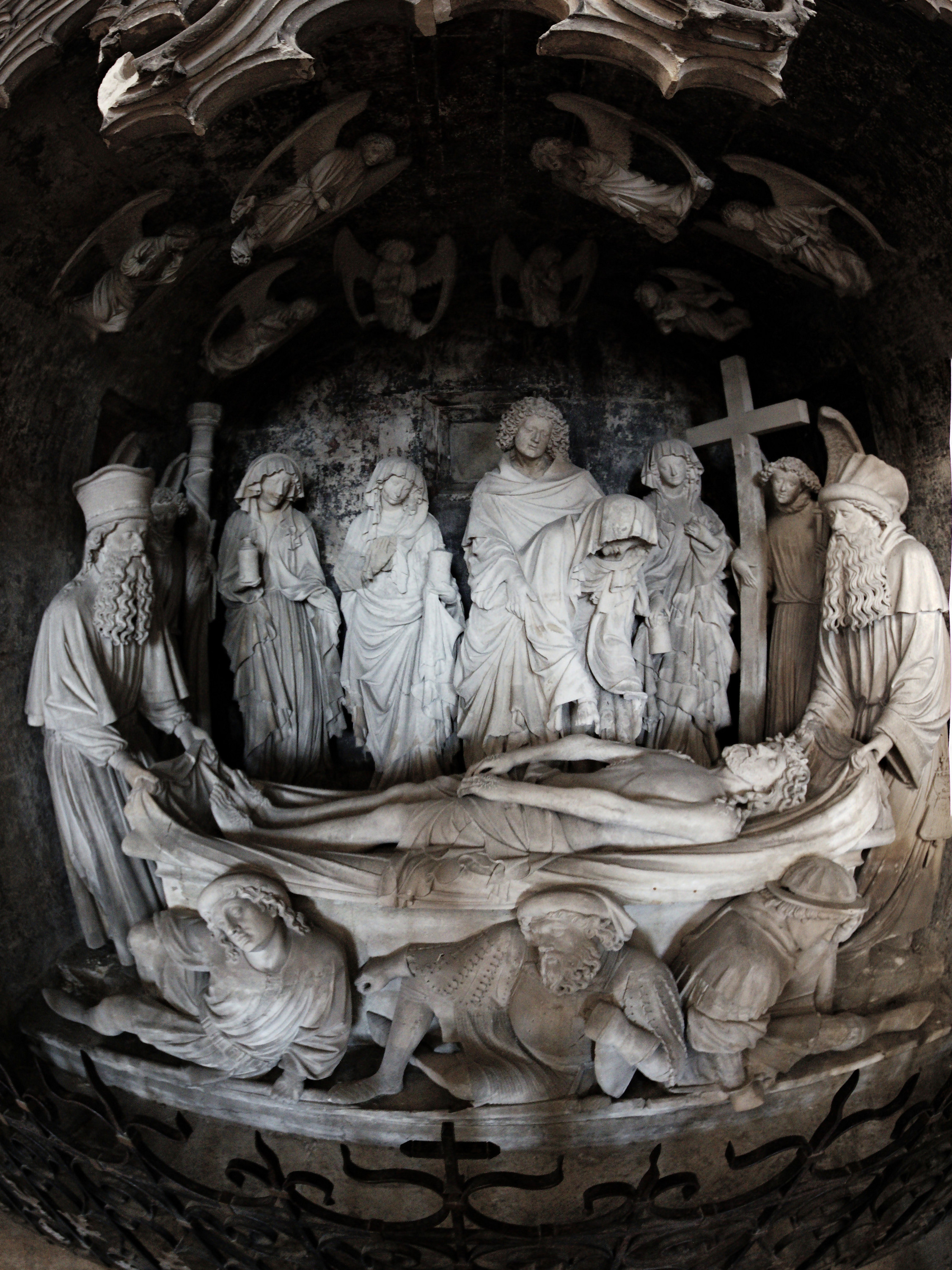
Entierro de Cristo, del Maestro de Pont-à-Mousson,[28] en la iglesia de San Martín de Pont-à-Mousson,[29] ca. 1420.
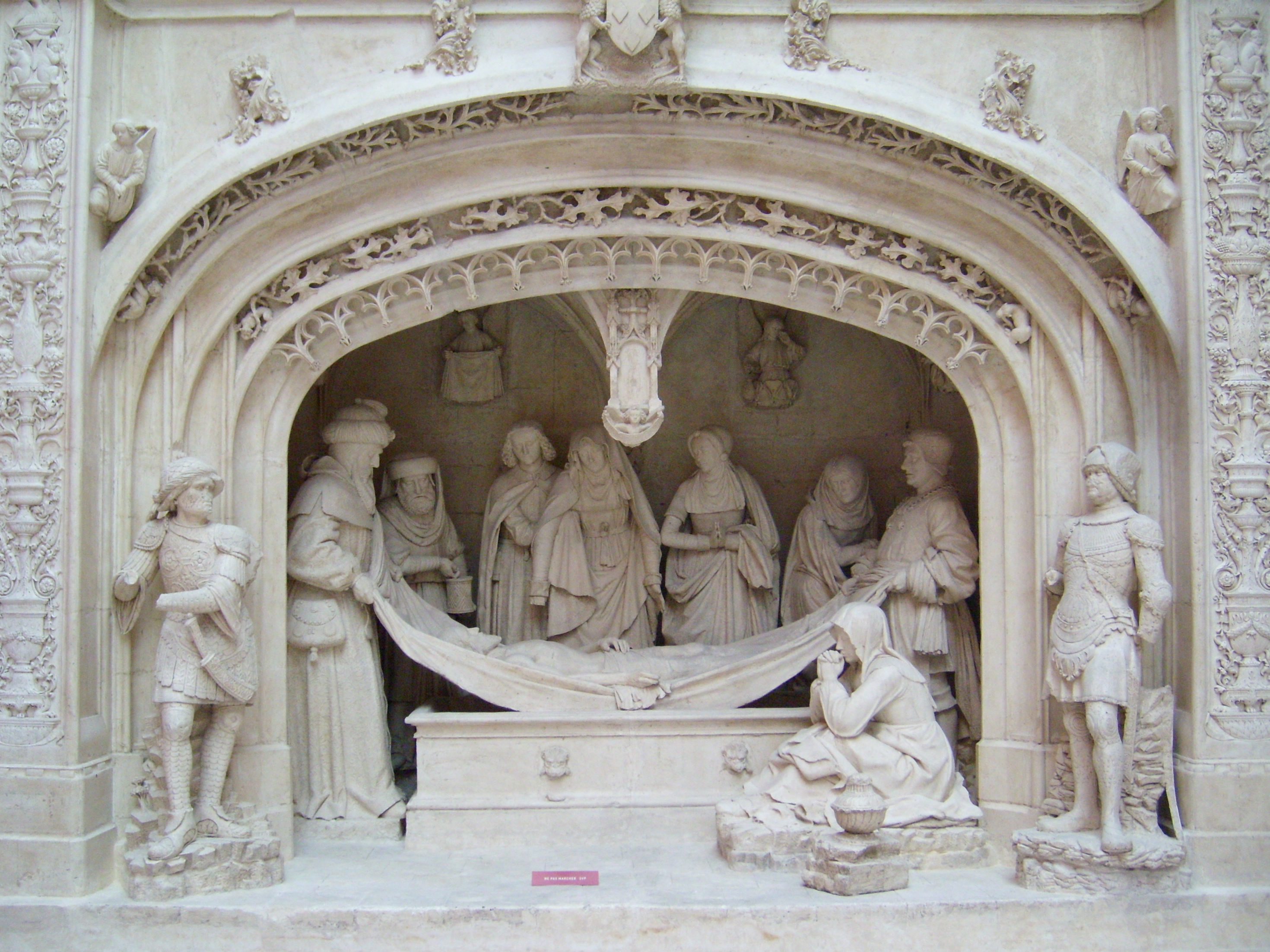
Santo entierro de la iglesia abacial de Saint-Pierre de Solesmes, de Michel Colombe, 1496.
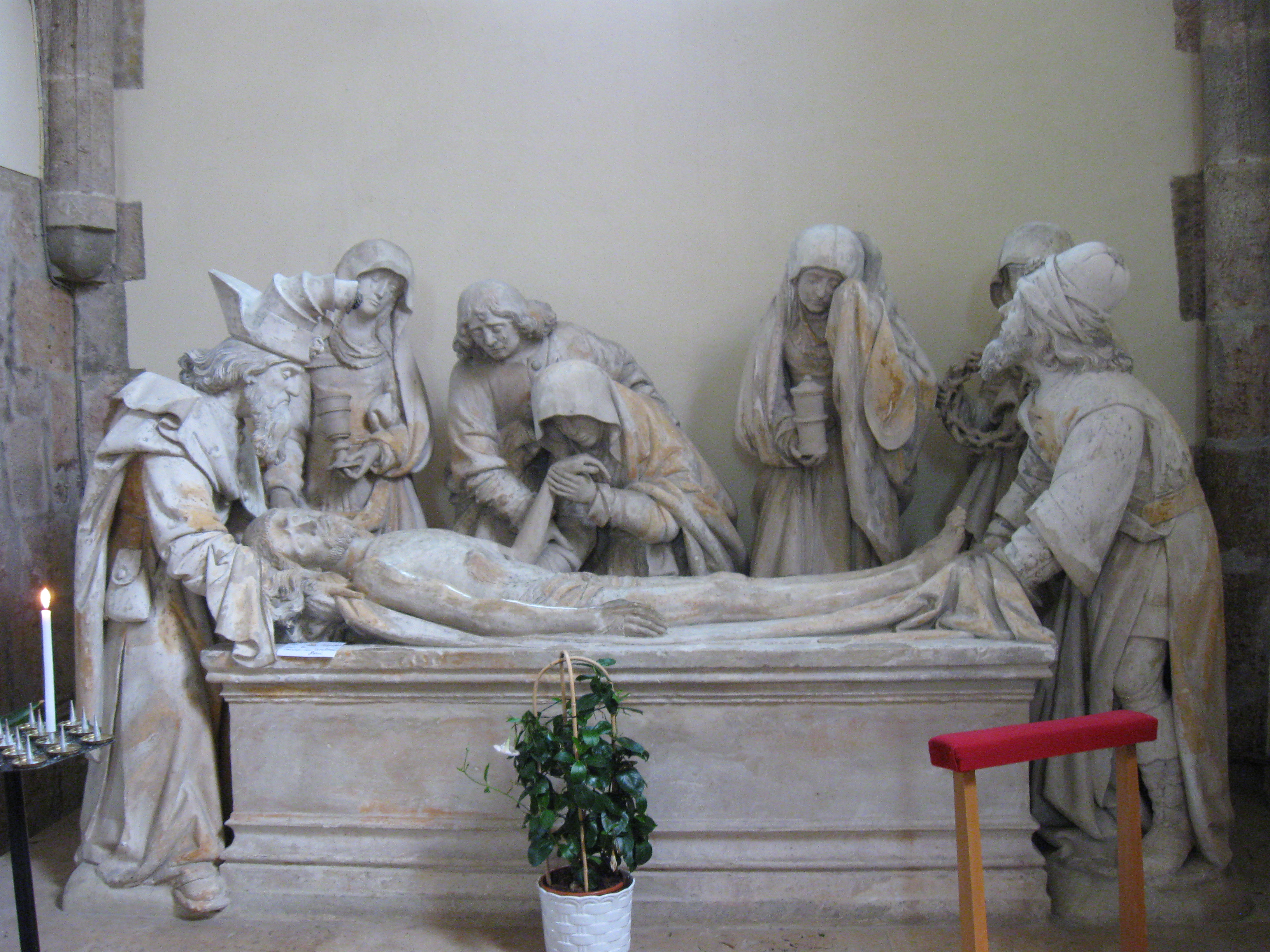
La Mise au Tombeau de Saint-Martin de Malesherbes, de Adrien Wincart sobre un diseño del Maestro de Coëtivy.
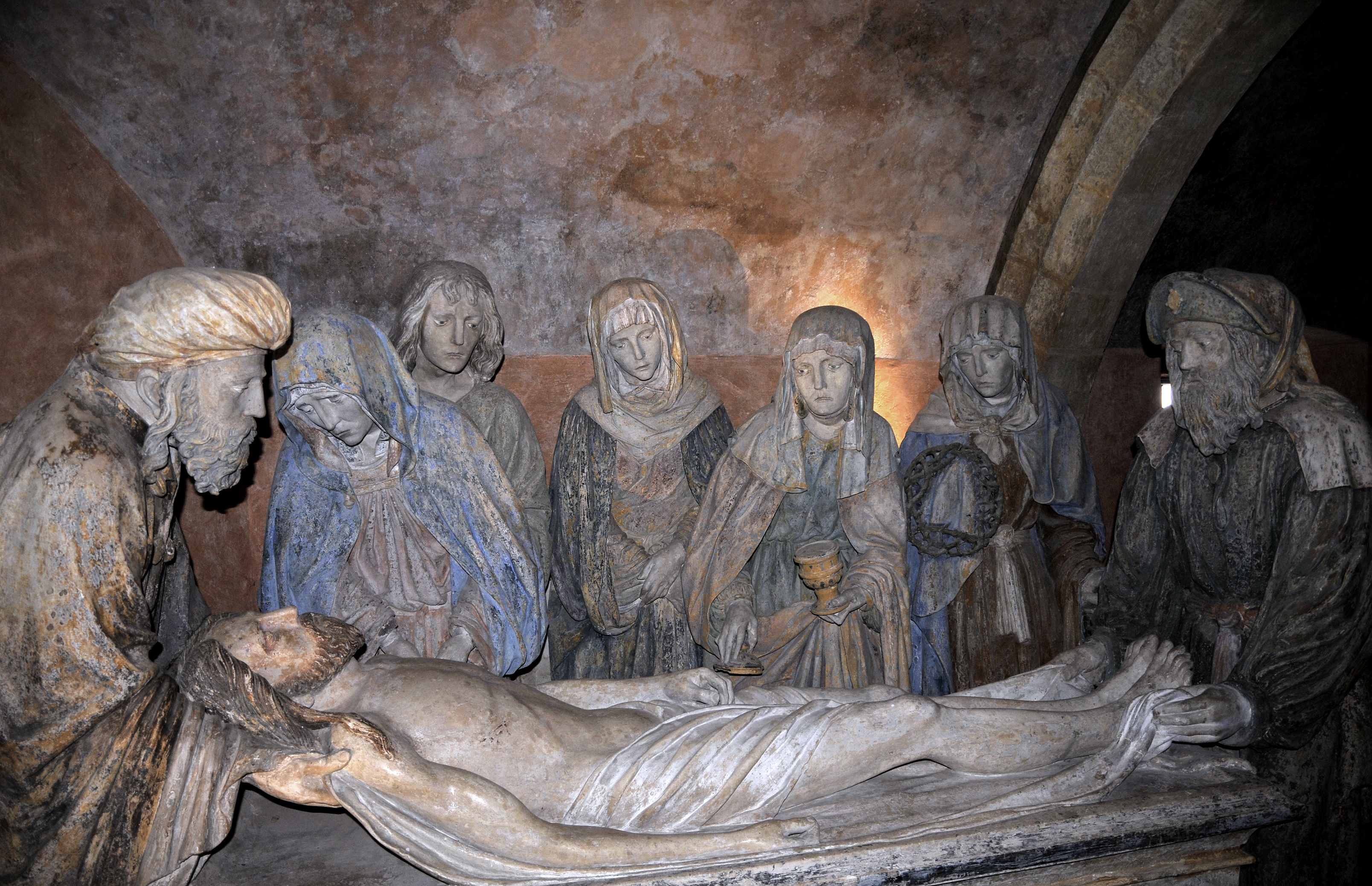
Mise au Tombeau del Maestro de Chaource,[30] 1515-1520, cripta de Saint-Jean-Baptiste de Chaource.
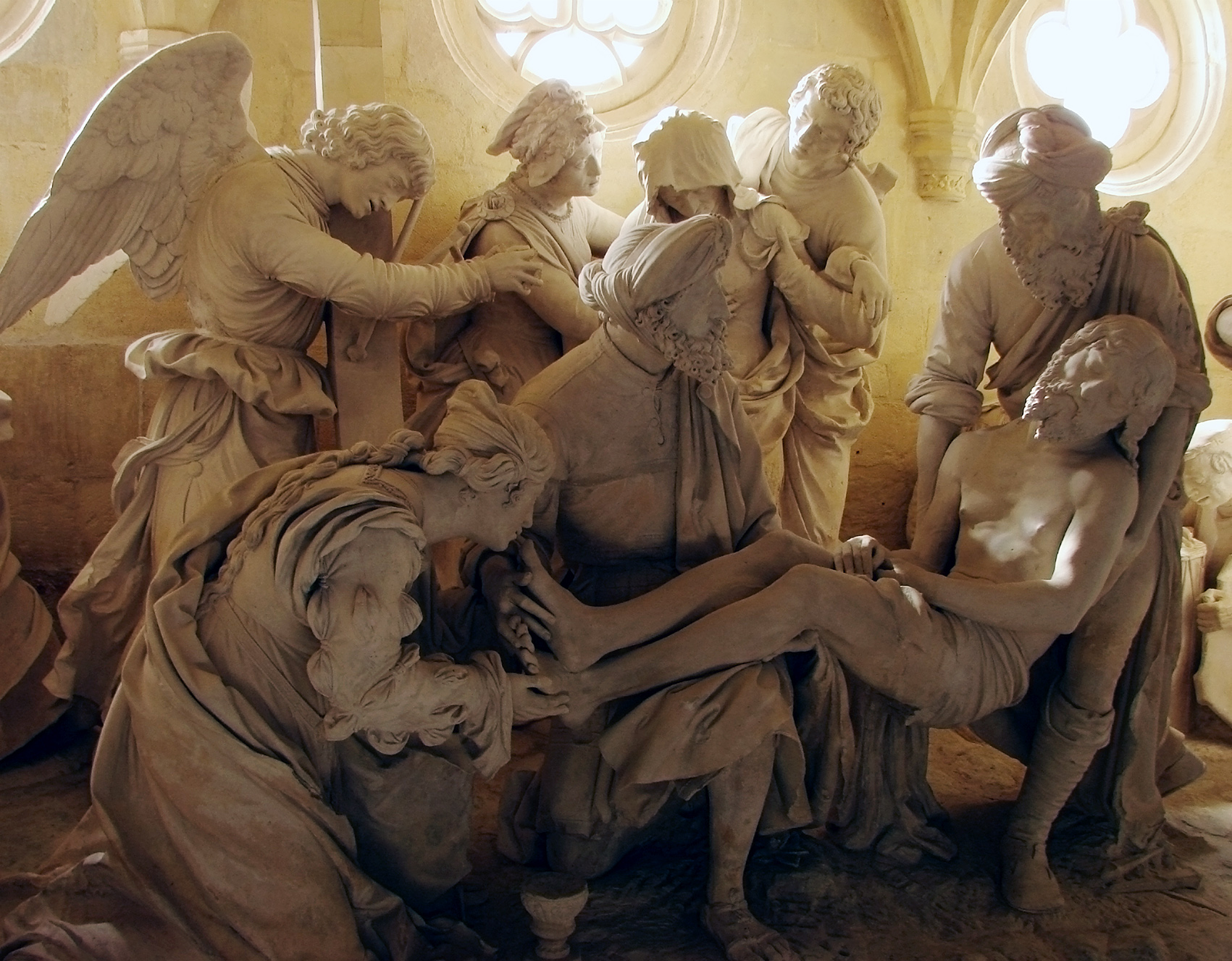
Mise au Tombeau o Saint Sépulcre de Ligier Richier.
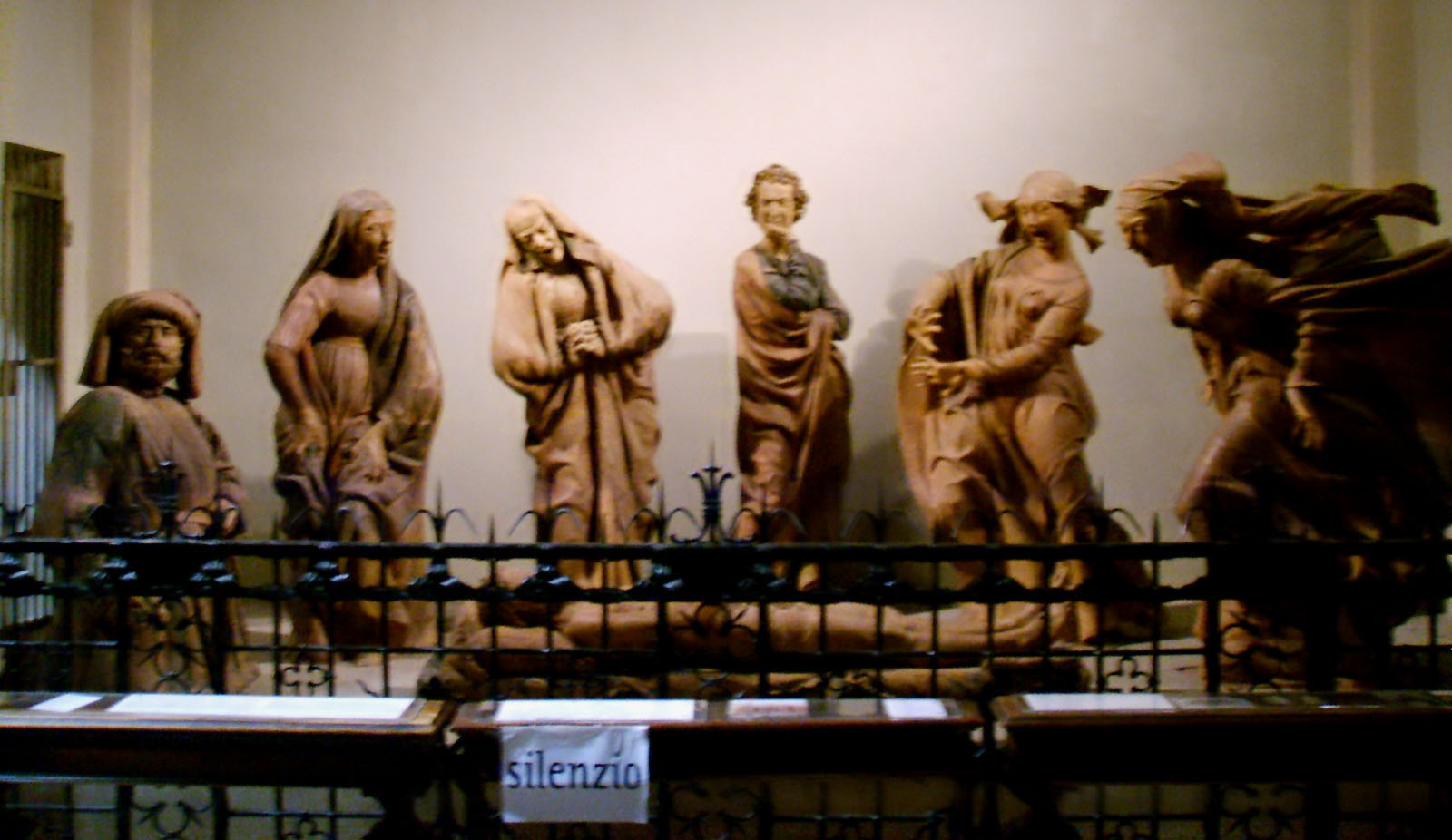
Llanto sobre Cristo muerto de Niccolò dell'Arca.
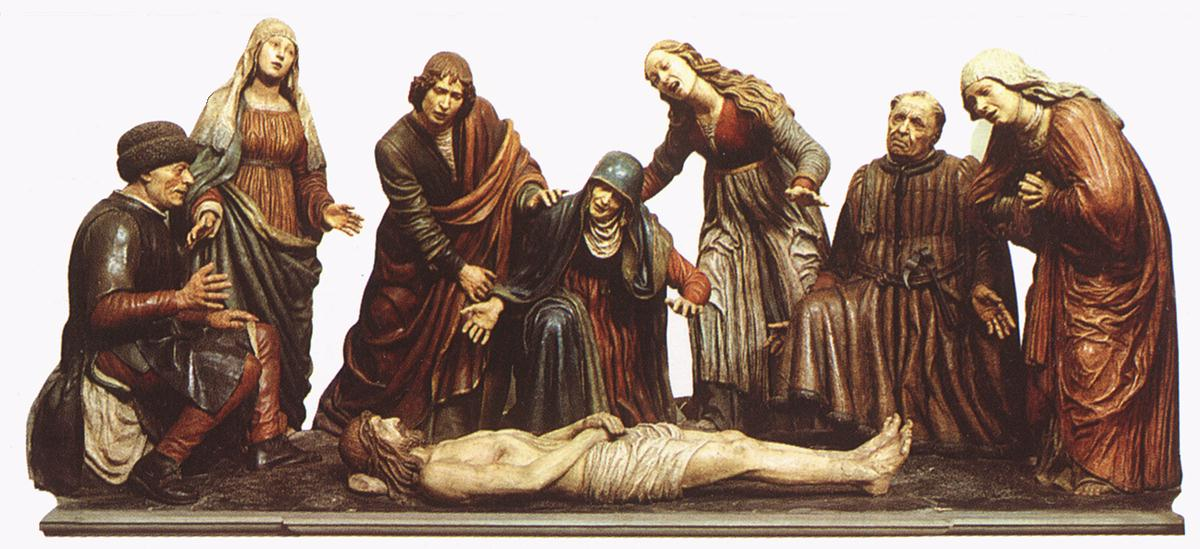
Llanto sobre Cristo muerto de Guido Mazzoni.
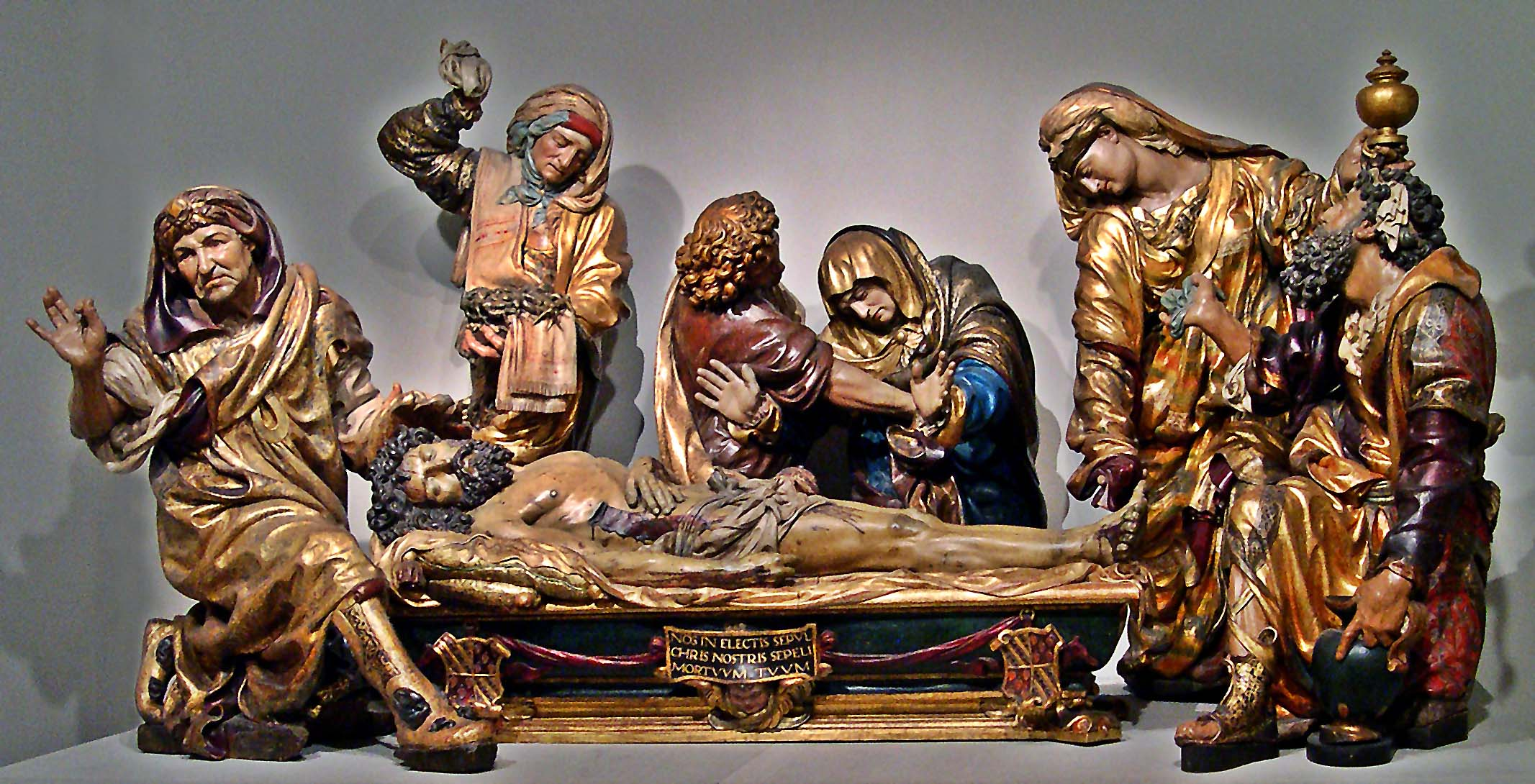
El entierro de Cristo de Juan de Juni.
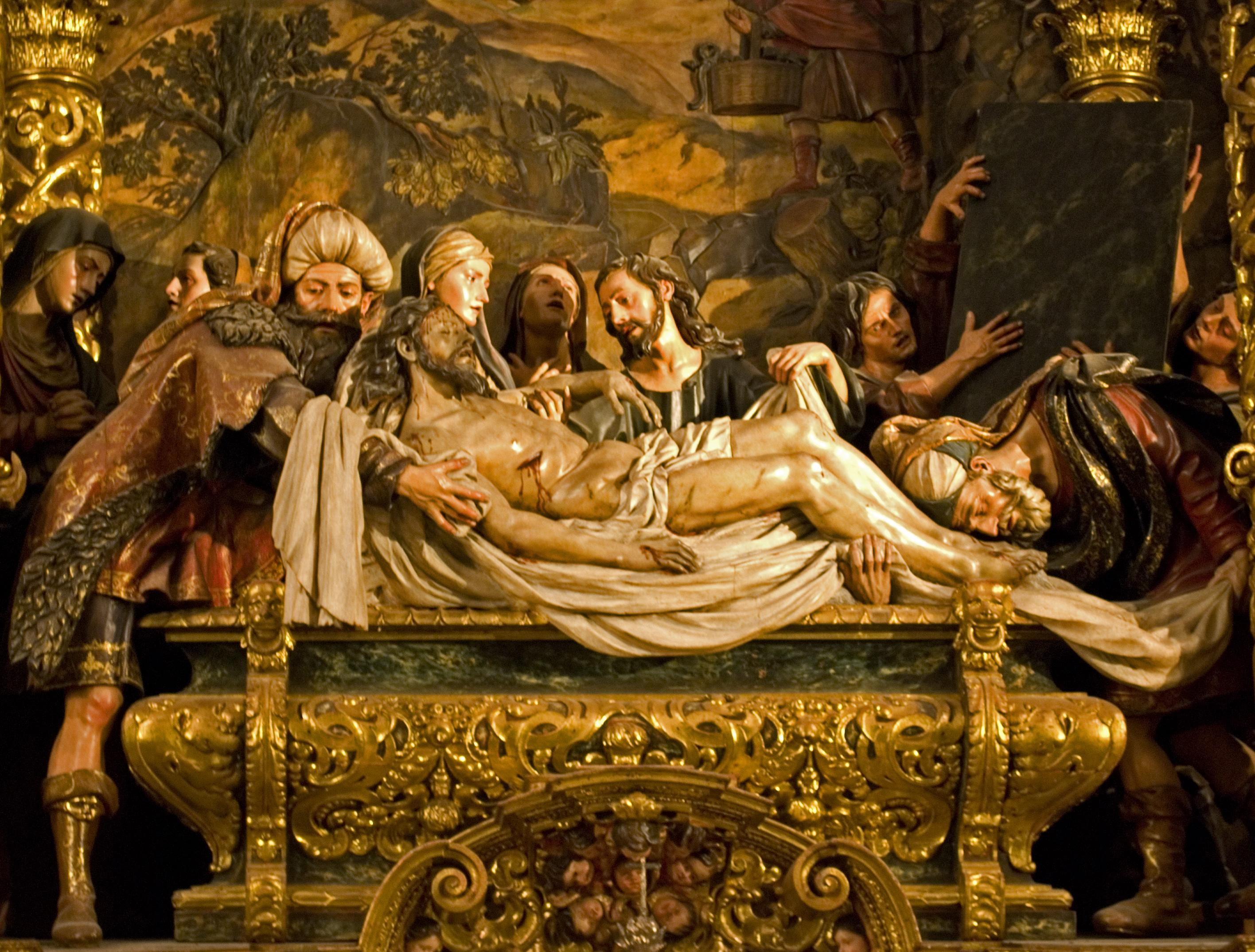
Entierro de Cristo de Pedro Roldán.
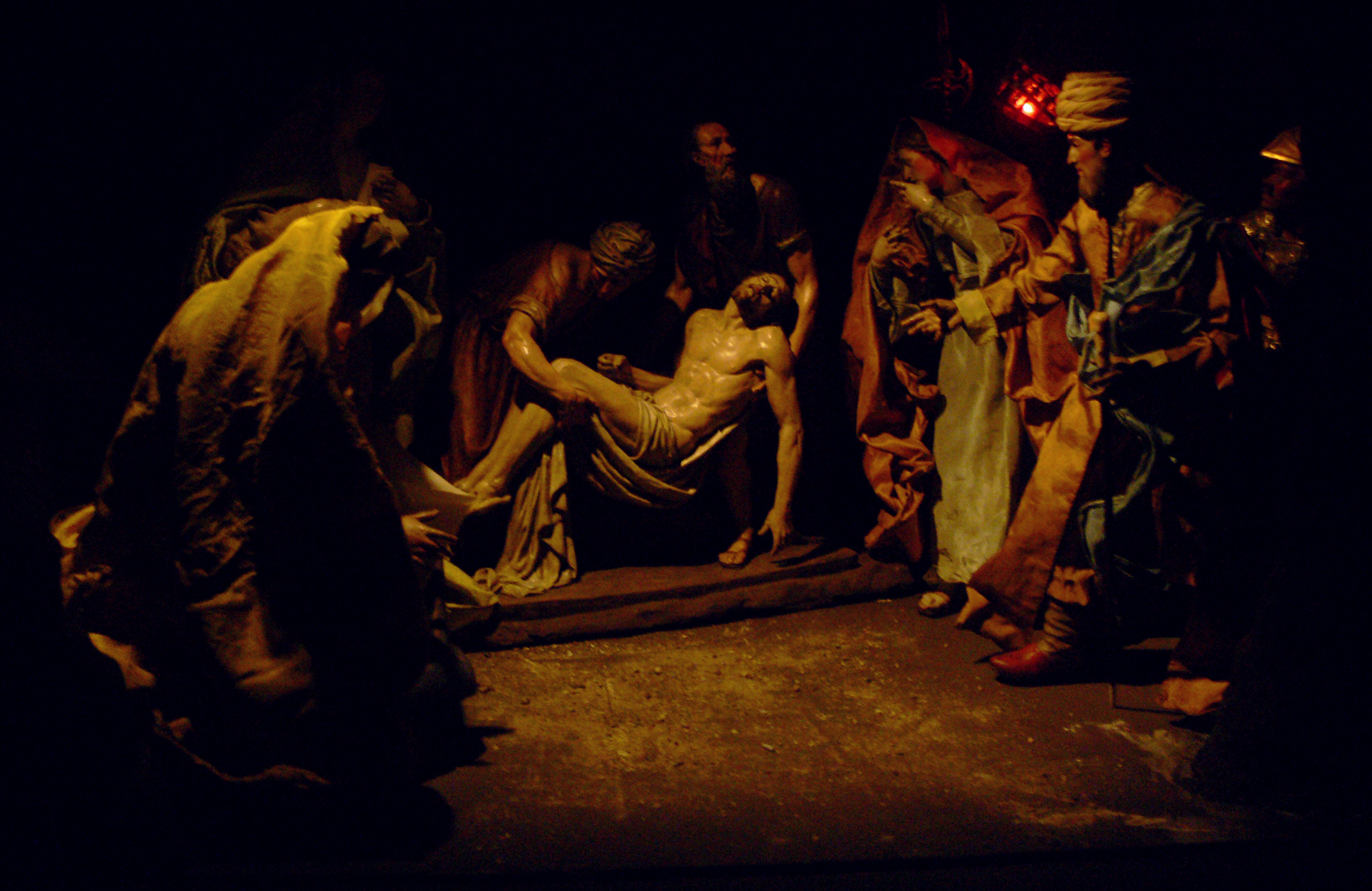
Trasporto di Cristo al sepolcro, Nápoles, siglo XVIII, Bayerisches Nationalmuseum de Múnich.